# A pénz története
A pénz története a gazdaságtörténet fontos része. A pénz mint csereeszköz, értékmérő és felhalmozási eszköz nagy szerepet játszott az emberek közötti munkamegosztásban. Megjelenési formái a történelem során nagy változásokon mentek keresztül az egyszerű árupénzek különböző fajtáitól az érméken és bankjegyeken át a modern számlapénzekig, az elektronikus és a digitális pénzekig.
A pénz fizikai megjelenési formáival és az utóbbiaknak a pénztörténet során bekövetkezett változásaival foglalkozó numizmatika a történeti segédtudományok egyike. Az érmék, illetve a pénz más megjelenési formáinak gyűjtése, az érmegyűjtés, vagy a notafília, azaz a papírpénzek gyűjtése ettől részben vagy teljesen elvált szabadidős tevékenység.  

## Előzmények

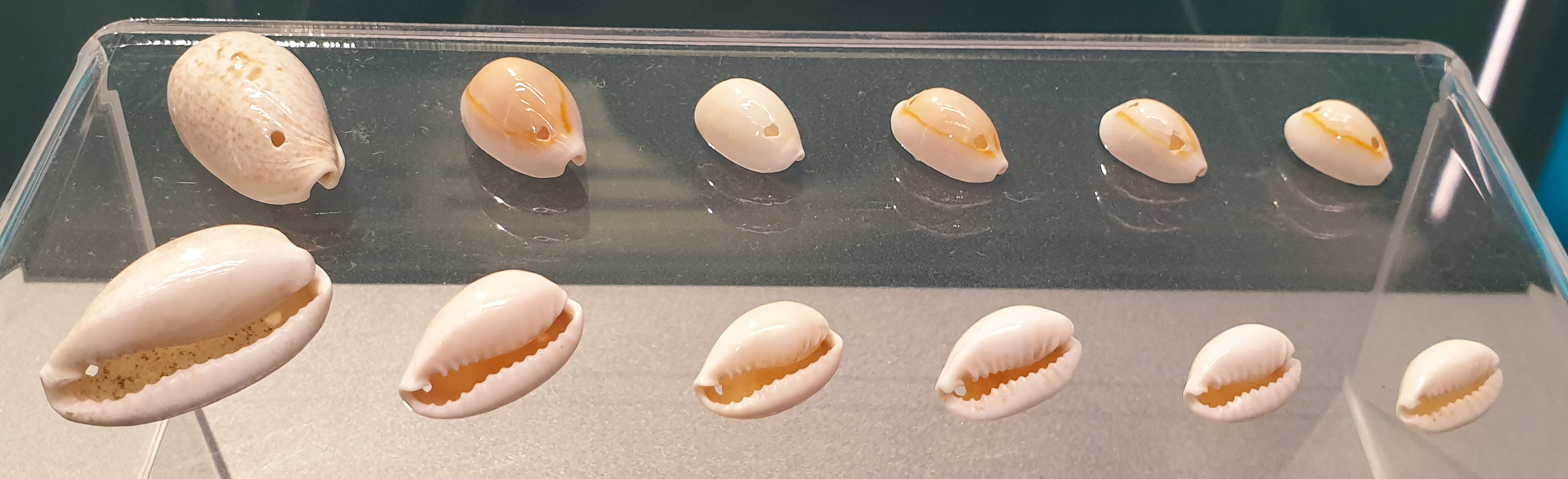
Kaurikagyló

Az emberi történelemben a legtávolibb időkre vissza menve az emberek szűkebb vér szerinti kapcsolat alapján rendeződött közösségekben (nagycsaládok, hordák, nemzetségek) éltek, mindent megosztottak egymás között. Pénzre mint csereeszközre nem volt szükség. A naturálgazdálkodás rendszerében (halászó-vadászó-gyűjtögetőtől az egyszerűbb őskori mezőgazdasági és kezdetleges „ipari” munkákig) képesek voltak a teljes önellátásra. A szükségleteket kielégítő javak előállítása a technológiai szint alacsony volta miatt nem igényelt specializálódott szaktudást, így kereskedelmet sem. Az egyes különlegesebb, esetlegesen feleslegessé vált termékek cseréje azonban már korán megjelent.

## Korai pénzformák

### Mezopotámia
A pénz történetét a modern tudomány Mezopotámiáig tudja visszavezetni. Mai ismereteink szerint itt alakult ki először az írás és a számolás, és ezek létrejöttében nagy szerepe volt a gazdasági nyilvántartás, „könyvelés” igényeinek.
A gazdasági, piaci cserefolyamatokban gyakran alakultak ki állandó nagyságrendi viszonyok. (Például egy ökör = 20 zsák árpa = négy disznó)  Annak érdekében, hogy a különböző áruk viszonylatában kialakult arányokat, viszonyokat összeegyeztethessék, meg kellett egyezni egy olyan rendszerben és számítási egységben, ami valamennyi ügylet számára alkalmas alap lehetett.
Ehhez a ezüstöt választották, aminek a minősége nagyjából állandó, abból is az egy fontnyi mennyiséget. A súlynak ezt a mértékegységét a történelem során sokfelé használták és használják ma is. Az ennek megfelelő későbbi görög súlyegység, a mna pontos mértéke ismert, ez 436 grammot tett ki. Ezt a mennyiséget 60-nal osztották, így kapták a sékelt, ami 180 búzaszemmel volt egyenlő.
Nagyobb árumennyiségek értékének kifejezéséhez nagyobb egységet is meg kellett alkotni, ez lett a talentum, ami 60 font ezüstöt jelentett. Az ilyen mennyiségű, súlyú ezüst azonban a  gyakorlatban nehezen kezelhető, ezért az aranyat is bevonták a számításokba. A sumérok az arany és az ezüst értékének arányát 1:13,33-ban határozták meg, mégpedig a Nap (mint az arany jelképe) és a Hold (az ezüst jelképe) keringési időinek összehasonlítása alapján. Ennek nem volt köze a gazdasághoz, elméleti konstrukció volt, de ez nem okozott gondot, mivel a gyakorlatban a nemesfémeket nem forgalmazták, az a papok kincstáraiban maradt. Csak az értékmérő funkciójukat használták, amikor a különböző termékekben lerótt adókat a papok elkönyvelték agyagtábláikon, amik közül sok máig fennmaradt. Ugyancsak ebben az elméleti pénzben a papok által meghatározott ár jelent meg az gazdálkodók egymás közötti cseréiben is, amit általában a templomudvaron hajtottak végre.

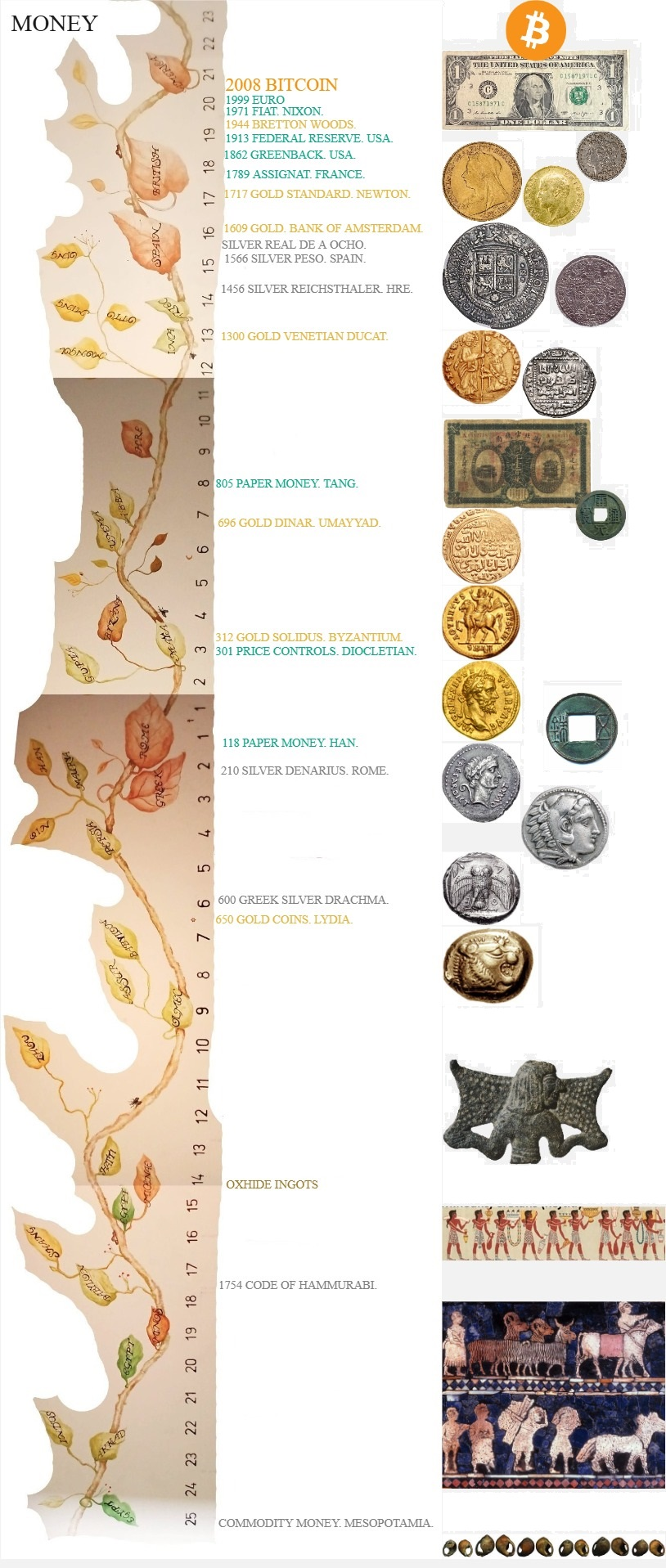
A pénz története időrendben

### Mediterráneum

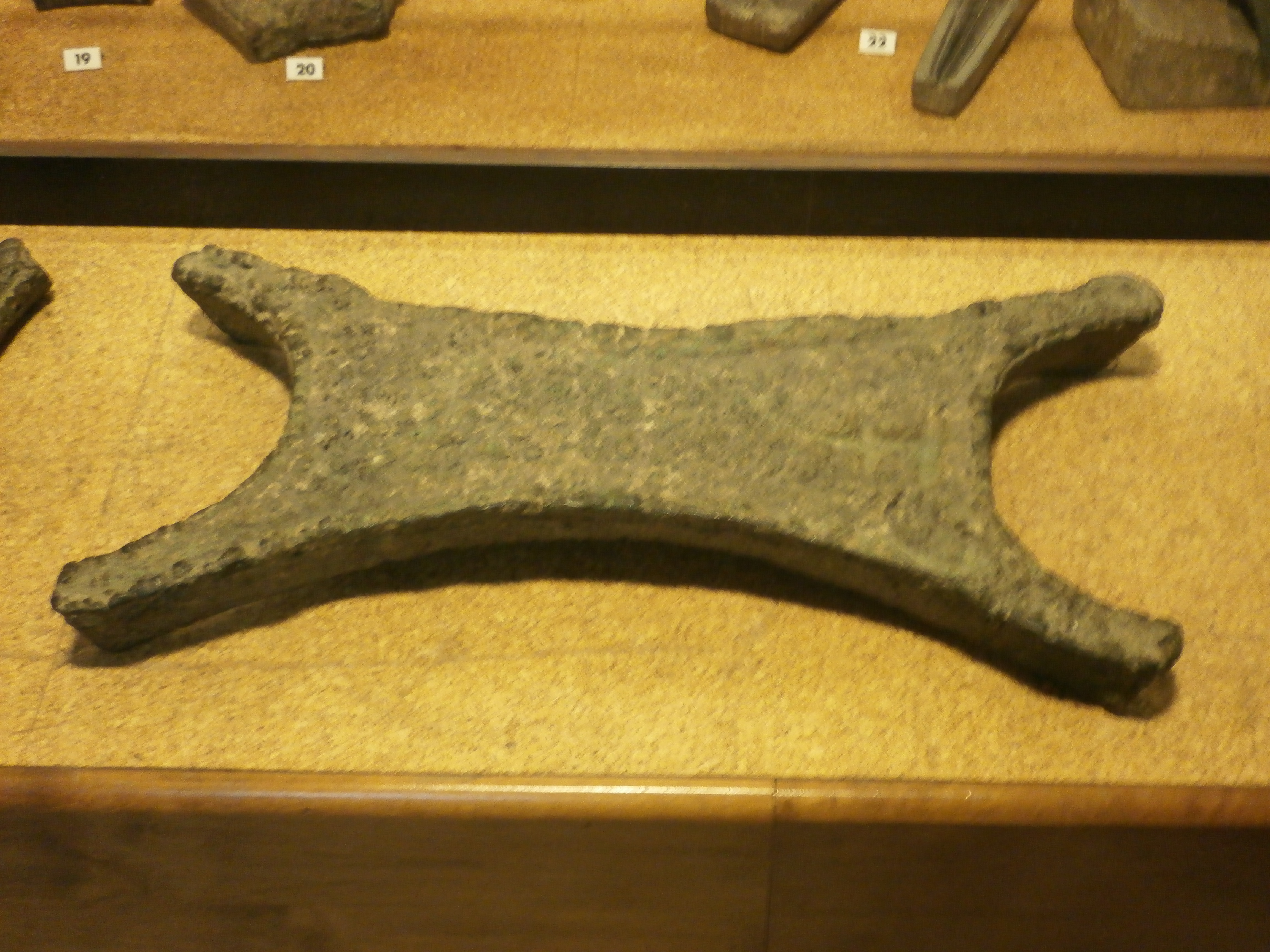
Ökörbőr formájú rézöntvény

A rézolvasztás elterjedésével, a réz használatának gyakoribbá válásával megnőtt a réz szerepe a kereskedelemben. Az i. e. 2. évezredre már széles körben kereskedtek a Cipruson és másutt kitermelt rézzel a Földközi-tenger térségében, amint arról a víz alatti régészet által feltárt hajórakományok is beszámolnak. A rezet gyakran ökörbőr formába öntötték és úgy szállították, ami egy régebbi hagyományos árucikkre, a szarvasmarha bőrére emlékeztethetett, valamint gyakorlati szerepe is volt, mert a lemez négy nyúlványa, sarka könnyebbé tette a 20–30 kg-os darabok mozgatását emberi erővel. A „szabványos” ökörbőr formájú rézöntvény súlya valószínűleg megfelelt a korban használt égei-tengeri talentum súlyának. A réz ebben az alakban nem csak nyersanyag, hanem a pénz korai formája is volt, mivel a régészet tanúsága szerint az i.e. 16. és a 11. század között csereeszközként is funkcionált, például Krétán, Mükénében, de Svédországban is feltártak ilyen leleteket. A törökországi Uluburun mellett 1982-ben felfedeztek egy i. e. 14. századi hajóroncsot, amelyben 317 „szokásos” ökörbőr-rézöntvény volt, és további 162 darab kissé eltérő formákban.

### Világszerte

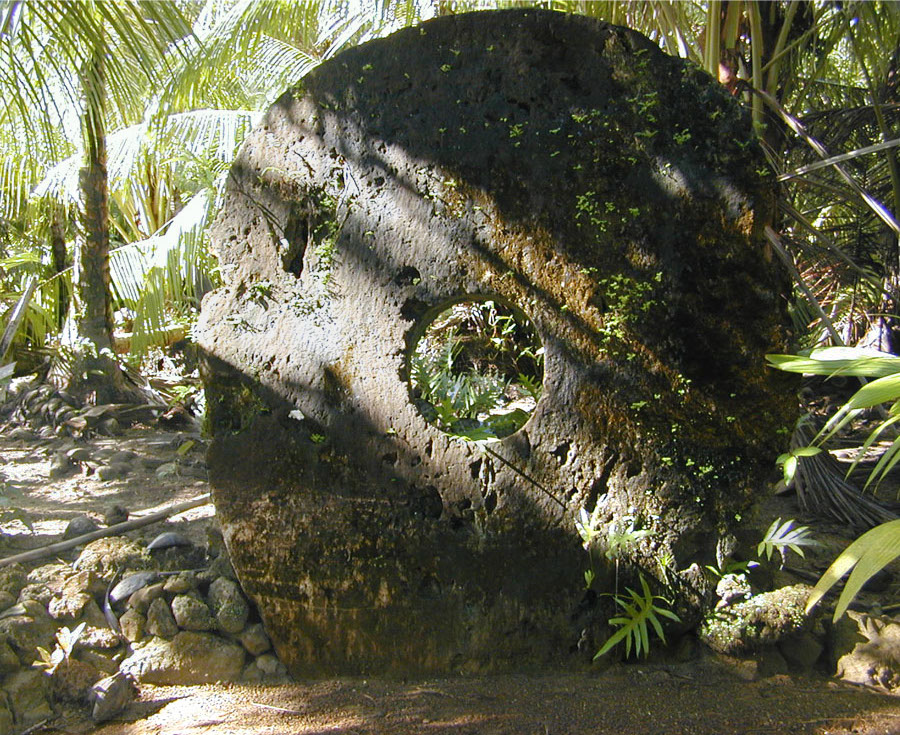
Yap-szigeti mészkő-„érme”

Sok más korai, még nem teljes értelemben vett „pénz” esetében csak az értékmérő funkció játszott szerepet. Ceylonban sokáig elefántokban számoltak, a csendes-óceáni Yap szigetén pedig kőkorongok számítottak egyfajta pénznek, felhalmozási eszköznek, a gazdagság jelképének. Sokfelé használták pénzként a porceláncsigák kaurikagylónak nevezett héját, de ezt helyenként nagy mennyiségben lehet találni. Ha valaki sokat összegyűjtött, gazdagnak tekinthette magát, mindaddig, amíg „piacra nem dobta” ezt a mennyiséget – így ugyanis azonnal lement az értéke.
A nemesfémek és a fémek sokkal jobban tartották az értéküket, mint a kagylók. Ahol előfordult arany a világon, az emberek mindenütt értékesnek tartották és sokfelé pénzként is kezdték alkalmazni. Hérodotosz szerint a föníciaiak a nyugat-afrikai partokon „néma kereskedelmet” folytattak a bennszülöttekkel: letették a parton az kínált áruikat és visszavonultak hajóikra. A bennszülöttek megjelentek és átvizsgálták az árut, és ha megfelelőnek találták, leraktak mellé egy bizonyos mennyiségű aranyport és ők is visszavonultak. Ezután a kereskedők mérték fel az aranypor mennyiségét, és ha elegendőnek találták, elvitték és otthagyták az árut. Ha nem tartották elégnek, mindkét kupacot otthagyták, majd a mennyiségek változtatgatásával folytatódott az alku.
Az arany mindig ritka volt, de sok más fémet is használtak pénz céljára: olyanokat, amikből szerszámok, használati tárgyak is készülhettek, ezért nagy volt a használati értékük. A pénzként használt fémdarabok fokozatosan használati tárgyak alakját öltötték, bár csak jelképesen, kisebb méretben. Ennek az volt az előnye, hogy a csere résztvevői elkerülhették a mérlegelést a „szabványos” fémdarabok használatával.

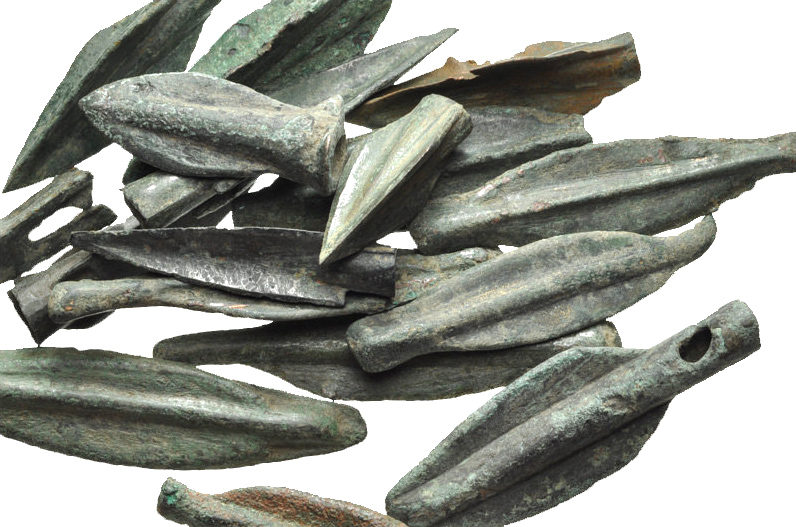
Görög nyílhegy-pénz, i. e. 7. század
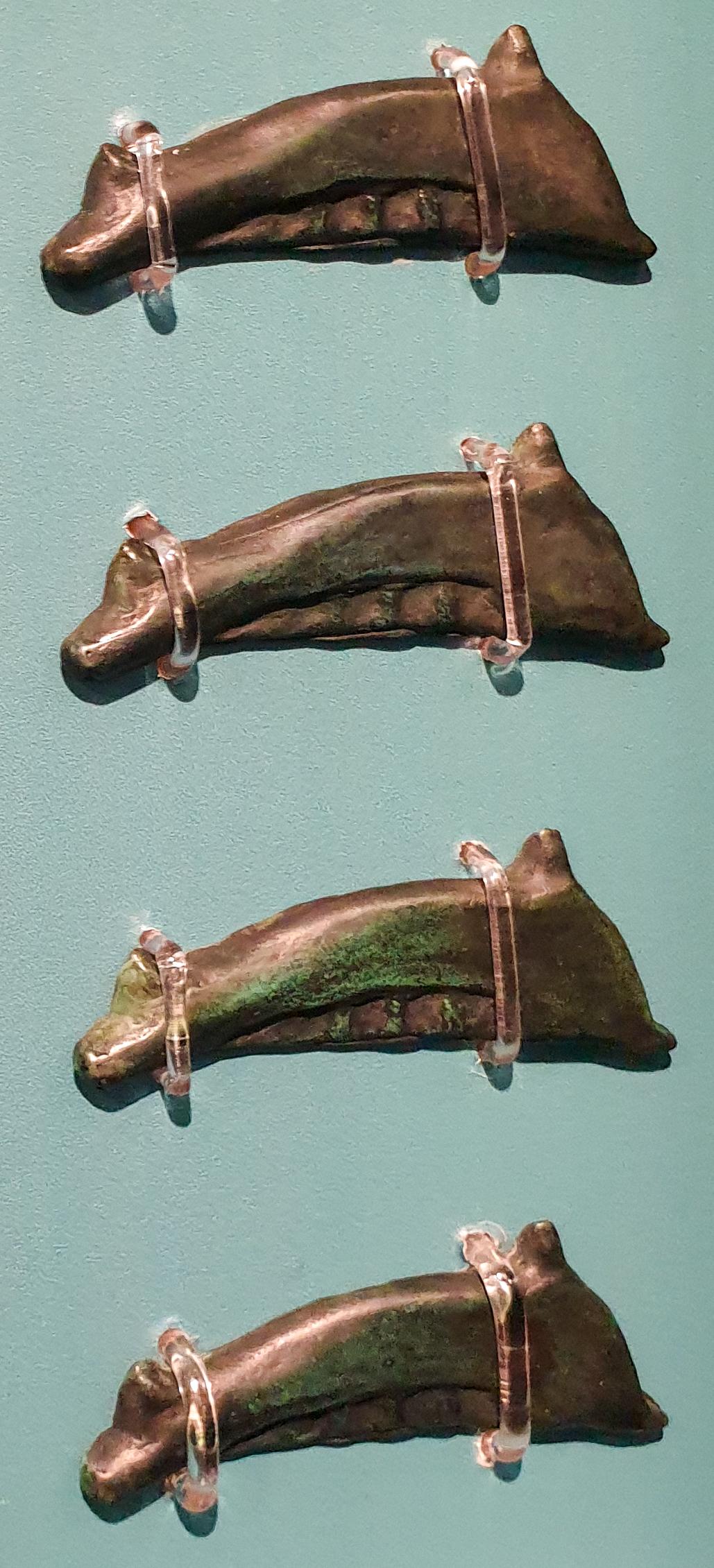
Delfin formájú görög rézpénz, Olbia, i. e. 600 körül
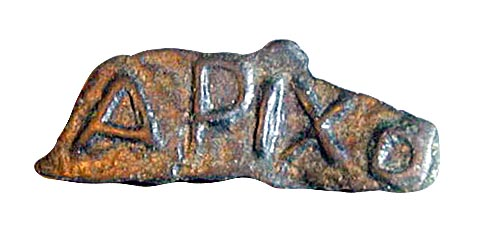
Orikosz (Arikh) szkíta nagyúr delfint formázó pénzérméje Olbia görög városállamból (felirata: Arikh O[lbia]), i. e. 5. század
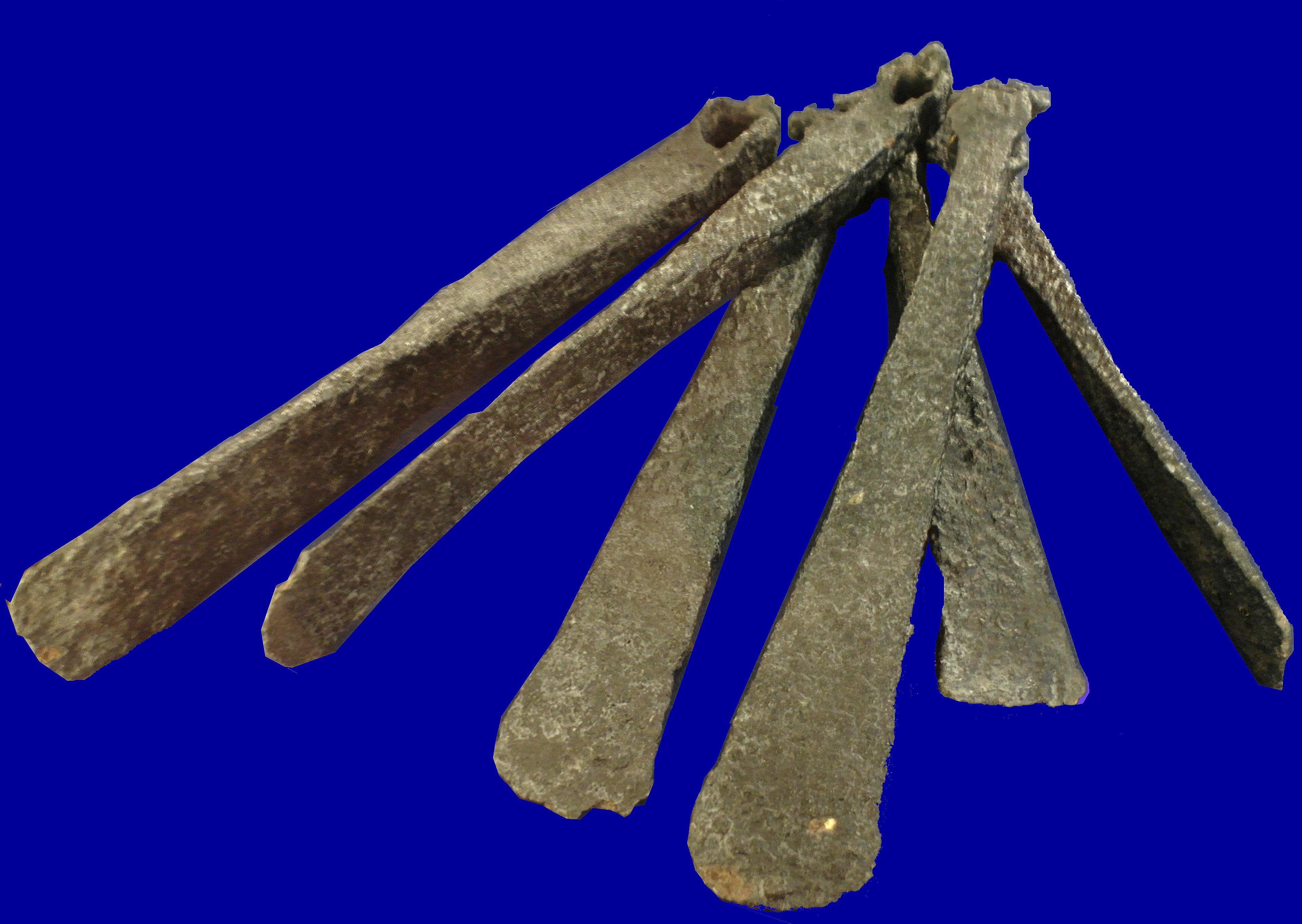
Pénzként használt szerszám formájú vasak; Lengyelország, 9–10. század
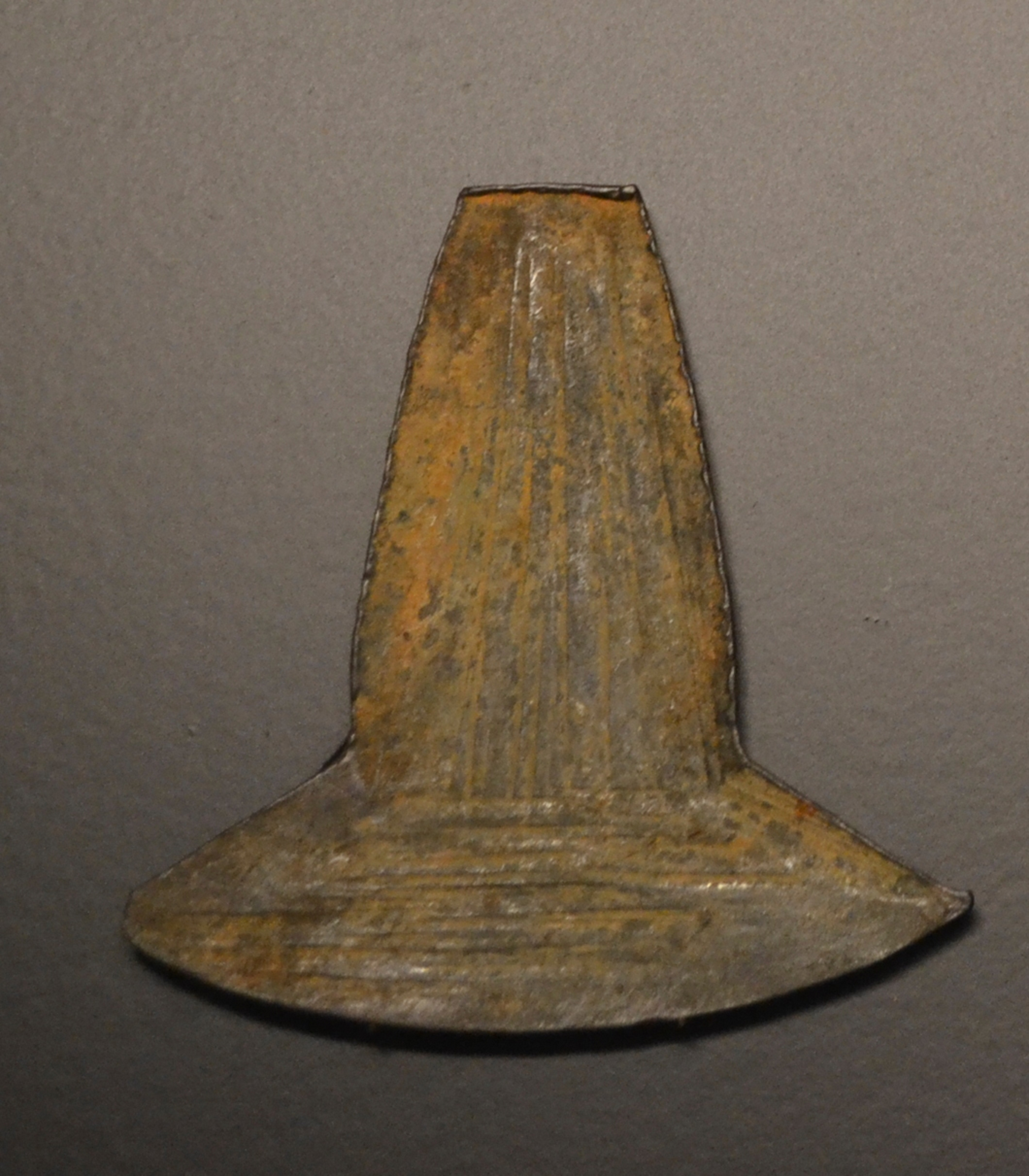
Fejsze formájú bronz pénz; Ecuador, 10–14. század
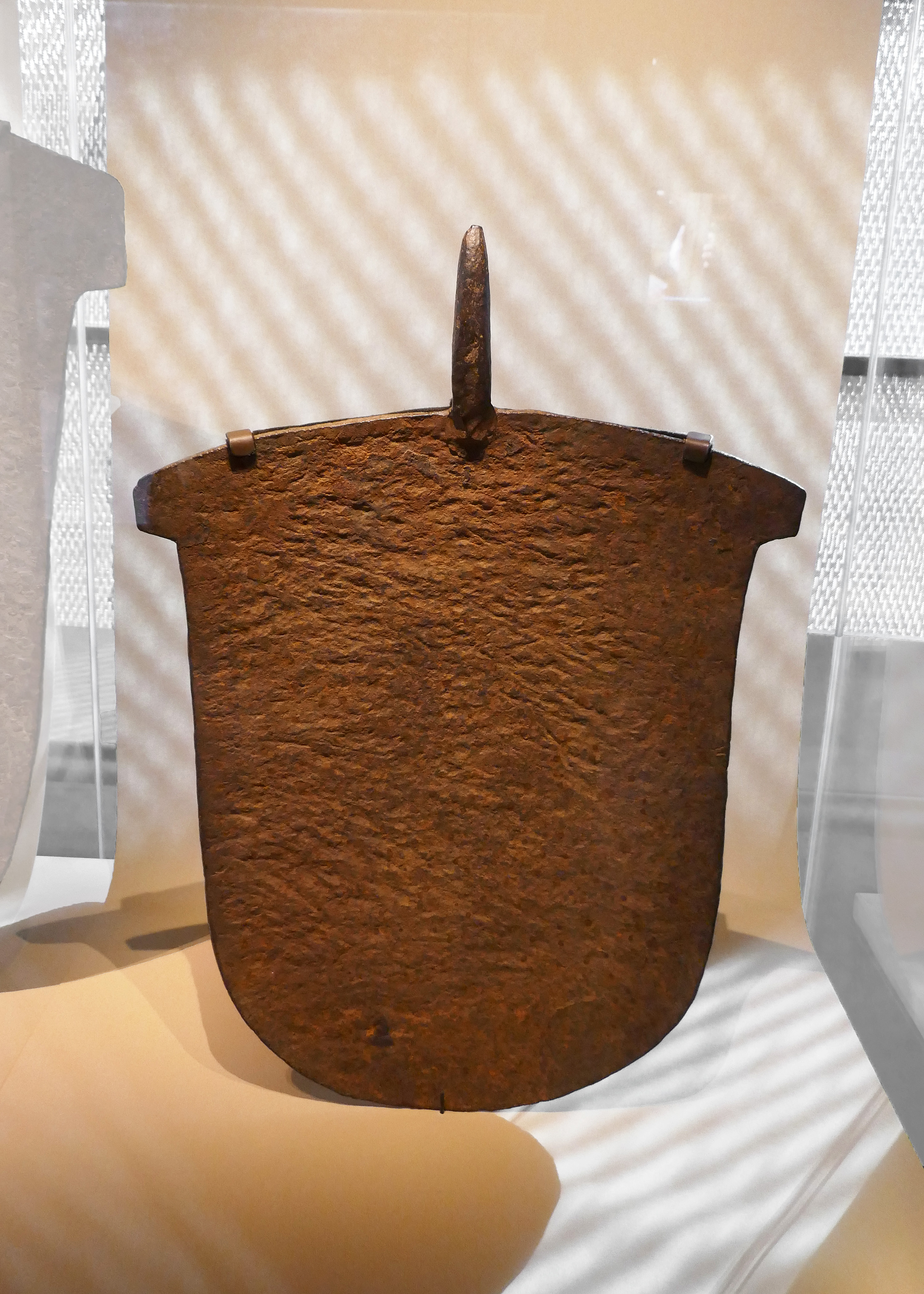
Kapa formájú vaspénz; Nigéria, 19. század
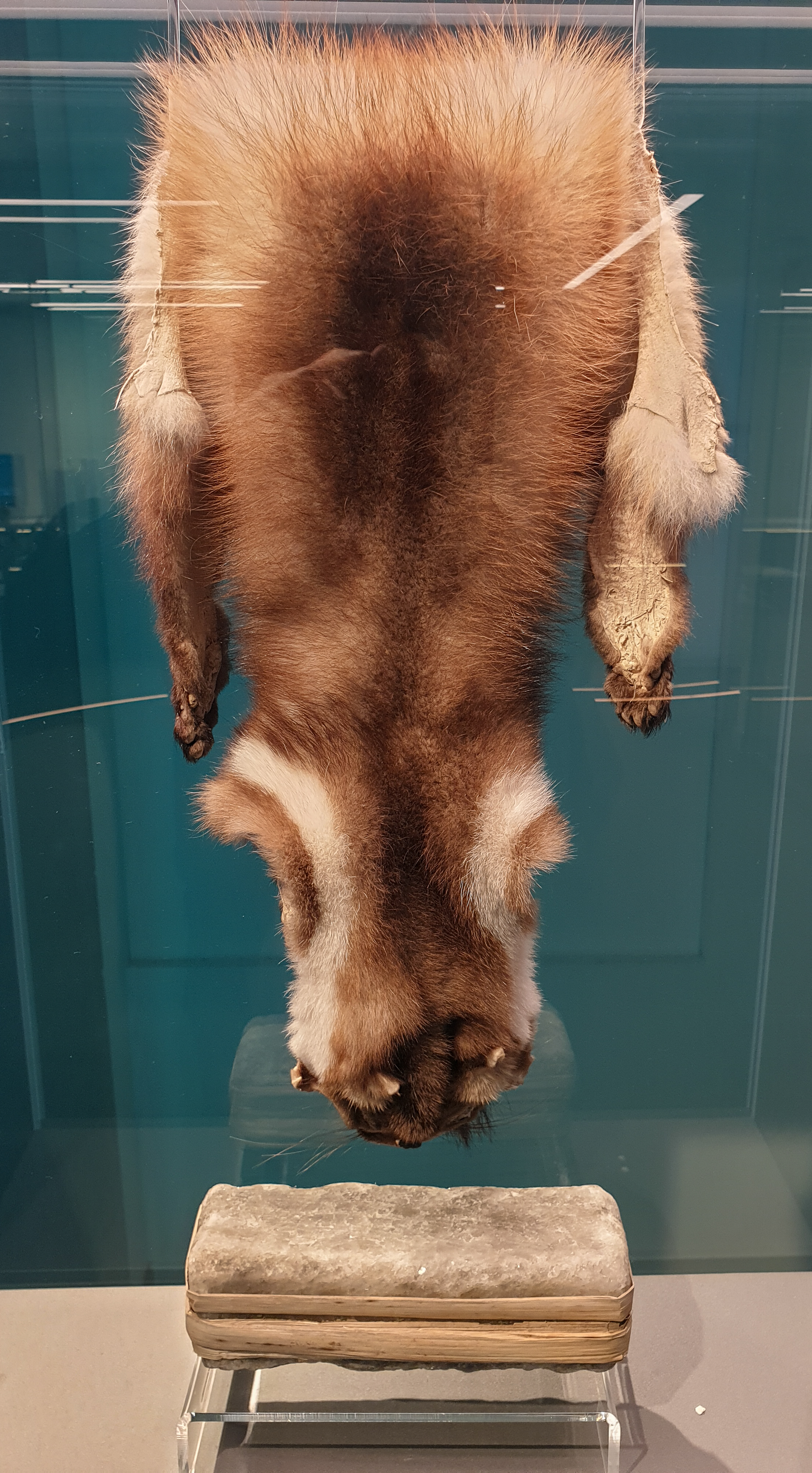
A nyestbőr és a sótömb is ősi valuta volt Kelet-Európában

#### Görögök

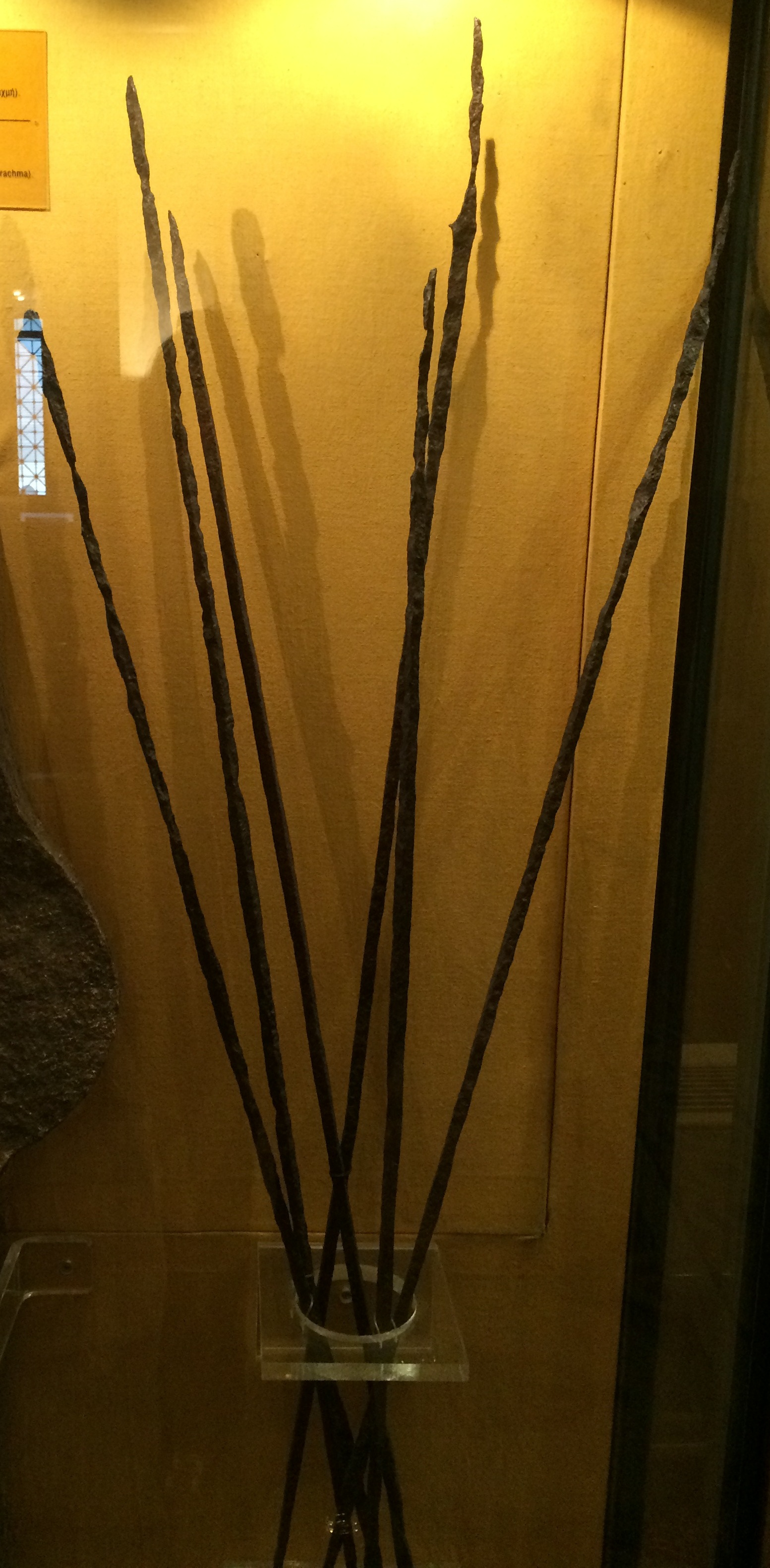
Pénzként használt hat vasnyárs az Athéni Numizmatikai Múzeumból

Az ókori görögök az i.e. 9. századból származó leletek tanúsága szerint vékony vasnyársakat használtak pénzként. A nyárs neve obolus volt, egy maroknyi, hat darab neve pedig drachma (=marok) volt. Amikor néhány évszázad múlva áttértek a pénzverésre, ezek a nevek megmaradtak az érmék neveiként és sokfelé, sokféle pénz neve származott ezekből.
Arisztotelész a pénz keletkezését a külkereskedelemre vezette vissza. Az idegen országokon átnyúló kereskedelem miatt hozták létre szerinte az emberek a pénzt mint segédeszközt. Már ő is leírta, hogy kezdetben a fémeket használták csereeszközként, először a súlyuk alapján, majd a súly jeleként verettel látták el, hogy ne kelljen mindig lemérni.

## Pénzérmék

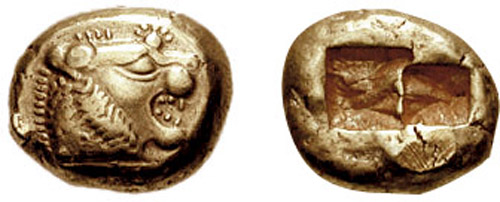
I. e. 7. századi lüdiai pénzérme

A fémek használata pénz gyanánt előrelépés volt a kereskedők számára, de voltak hátrányai, mint a nagy tömegű fémdarabok mozgatásának nehézségei. A nagyobb értéksűrűségű nemesfém praktikusabb volt, kisebb darab nagyobb értéket képviselt. A jól felismerhető méretű, formájú és mintázatú, többnyire kerek pénzérme már kifejezetten a pénz funkcióinak ellátására készült, könnyű volt felismerni, szállítani, tárolni, és az értékét is jól megtartotta. A pénzérme jelentette több mint két évezreden keresztül a pénzt. A pénzkibocsátás a politikai presztízs szempontjából is fontos volt, hiszen az önálló pénzverés a függetlenség szimbóluma, részben a haszonszerzés is szerepet játszott, hiszen a vert fém mindig értékesebb, mint a kiveretlen, és az ebből adódó nyereség a kibocsátó haszna. A felülértékelés jelensége már a legkorábbi kisázsiai elektronpénzek esetében is kimutatható, mivel az egymást követő kibocsátásokban egyre több lett ez ezüst az arany rovására, miközben a névérték változatlan maradt.
A pénzérme jelentette több mint két évezreden keresztül a pénzt. A modern világban azonban a pénzérme jelentősége már csekély, csak váltópénzként használatos.

### Lüdia
A világ legrégebbi egységes méretű és súlyú pénzérméit a kis-ázsiai Lüdia területén elektrumból, arany és ezüst ötvözetéből verték feltehetőleg az i. e. 7. század elejétől kezdve. A legrégibb fennmaradt pénzérmék Kroiszosz (régiesen „Krőzus”) lüdiai király idejéből származnak, i. e. 560 körülről. A mesés gazdagságáról híres király tiszta aranyból és ezüstből verette érméit, egyik oldalukra oroszlánfejet nyomatott. Ez hitelesítőként szolgált, a király személyes garanciáját jelentette az érme értékét illetően. 2024 januárjában adtak hírt arról, hogy rendkívül ritka ezüstérmét találtak az ókori Júdea területén, az i. e. 5-6. századból, a perzsa Akhaimenida-ház korából. A pénzérme egyik különlegessége, hogy kettévágták, valószínűleg azért, hogy egy-egy felét külön használják fizetésre.A pénzdarab mellett egy sztenderdizált súlymértéket is találtak, egy kőgolyót, amire a sékel súlyegység egyiptomi jelét vésték.

### Görögök
A lüdiai pénzérmék egységes mérete és súlya, valamint az állami garanciavállalás gyorsan kiváltott minden addigi, meglehetősen változatos pénzformát. Nagyon hamar átvették a görögök is. Az első görög pénzérméket az i. e. 7. században készítették. Egyes legendák szerint Argosz királya, Pheidón, aki ismert a súlyok és mértékegységek rendszerének egységesítéséről, készíttette volna az első ezüstpénzeket is. Hérodotosz azonban az elsőséget a lüdiaiaknak adja. Az ókori görögök az aranyat ekkoriban még csak templomaikban, sírjaikban és ékszerként használták. Nincs nyoma annak, hogy a görögök aranypénzt használtak volna i. e. 390 előtt, amikor a makedón II. Fülöp király először vert aranyérméket.
A széles körű kereskedelem a különböző pénzverők által készített sokféle pénzérmét szükségszerűen összevetette egymással. Hamar kialakult a kereskedők egy sajátos ága, a pénzváltóké. A görög pénzváltóknál a mediterrán térség rengeteg féle arany, ezüst, réz vagy akár vas érméjét meg lehetett találni, a kereskedők beválthatták pénzérméiket olyanokra, amelyeket az általuk felkeresett piacokon jobban tudtak használni. A pénzváltók természetesen haszonnal dolgoztak, és sokan közülük gyorsan meggazdagodtak.
A nemesfémből készült érmék forgalomban lévő mennyisége azonban gyakran kevésnek bizonyult a kereskedelem szükségleteihez képest. Ilyenkor az egymást jól ismerő, egymásban megbízó kereskedők és pénzváltók csak feljegyezték egymással szemben fennálló követeléseiket és azt később egyenlítették ki. Fokozatosan kialakult ezeknek a követeléseknek a piaca is, ez lett a váltó forgalmának elődje.
A kereskedők és a pénzváltók egy részéből alakult ki a bankárok rétege. Ezeknek a tekintélyes tőkeerős pénz-kereskedőknek a fő tevékenysége már a hitelek nyújtása volt. Ezt azonban ritkán adták készpénzben, legtöbbször csak garanciát vállaltak arra, hogy az adós ki fogja egyenlíteni a vele szemben fennálló követelést. Letéteket is gyűjtöttek azzal, hogy arra kamatokat fognak adni. A kamatok magasak voltak, mivel a kereskedők foglalkozása igen kockázatos volt: hajóik gyakran elsüllyedtek, karavánjaikat kifosztották vagy más csapás sújtotta őket. Kialakult a hitellevelek, írásban rögzített követelések másodlagos forgalma, kereskedelme is.
Már a görögöknél is a legnagyobb bankár az állam volt. Az athéni polisz létrehozta a Déloszi Szövetséget. Ennek keretében a szövetségeseknek hajókkal kellett hozzájárulni a közös hadi erőfeszítésekhez. Hamarosan azonban Athén már ezüstben kérte a hozzájárulást, ezt az Akropoliszon, a Parthenónban tárolták, és ennek fedezetével kölcsönöket bocsátottak ki, azaz szövetségeseik pénzét saját hasznukra kamatoztatták.
Az ezüst értéke ebben a korban jelentősen ingadozott, annak ellenére, hogy értékét végső soron a kibányászásába fektetett munka határozta meg. Nagy Sándor hadjáratai során azonban hatalmas mennyiségű ezüsthöz jutott a perzsa kincstárakból, amit szétosztott katonáinak, környezetének. A forgalomba kerülő sok, könnyen szerzett pénz a korlátozott mennyiségben rendelkezésre álló árukészletekkel szemben áremelkedéseket okozott. Végső soron azonban erős határa volt az árak emelkedésének: ha az ezüstérmék elértéktelenedtek, tulajdonosaik inkább beolvasztották és úgy tezaurálták azokat, kivonva az érméket a forgalomból.

### India

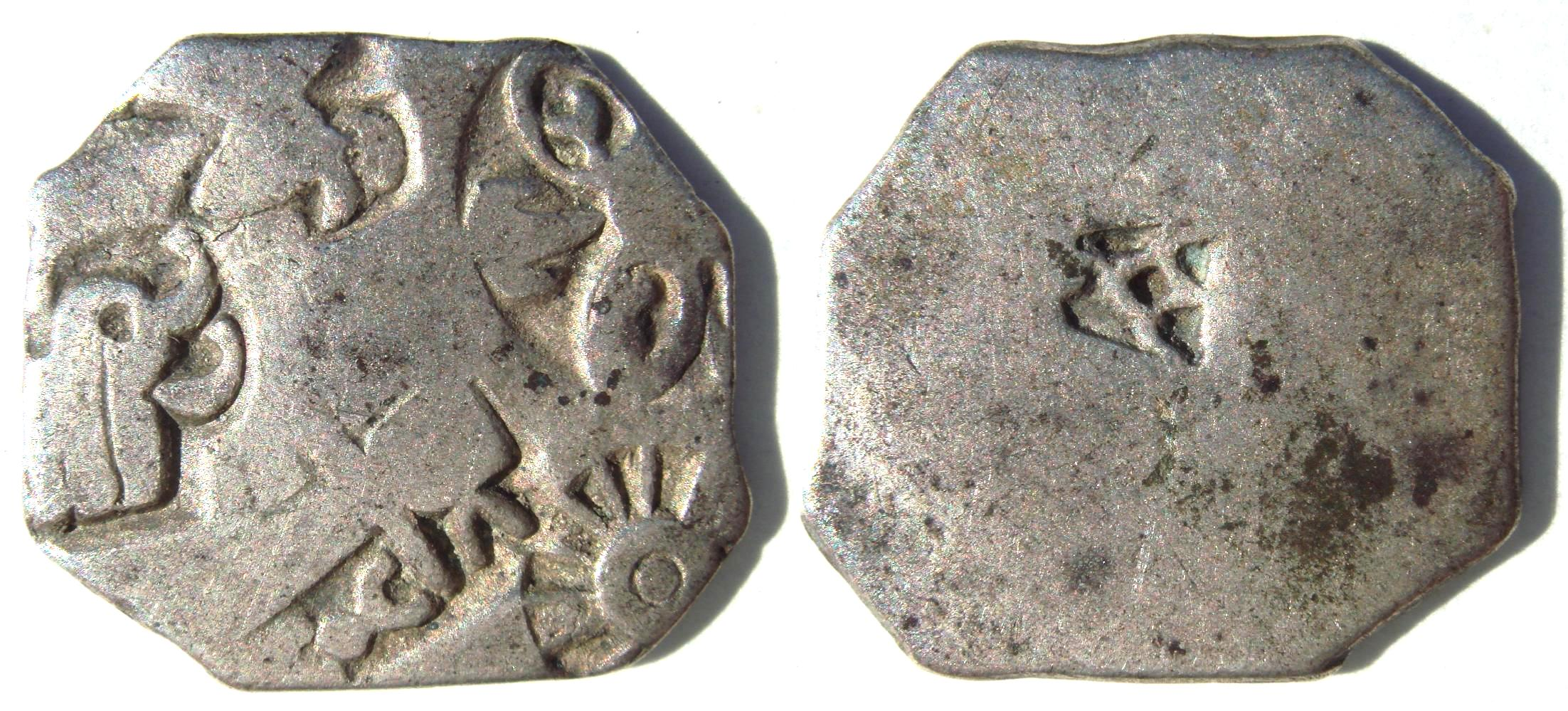
Maurja fémpénz, elefánt és kerék ábrázolásával. I. e. 3. század

Az indiai Maurja Birodalomban is szinte a lüdiaiakkal egy időben kezdtek fémpénzt verni. Eleinte a fémdarabokat, általában ezüstöt, egyszerű jel beütésével „hitelesítették”, de az i. e. 3. században már bonyolultabb mintákat is vertek a fémbe.

### Rómaiak

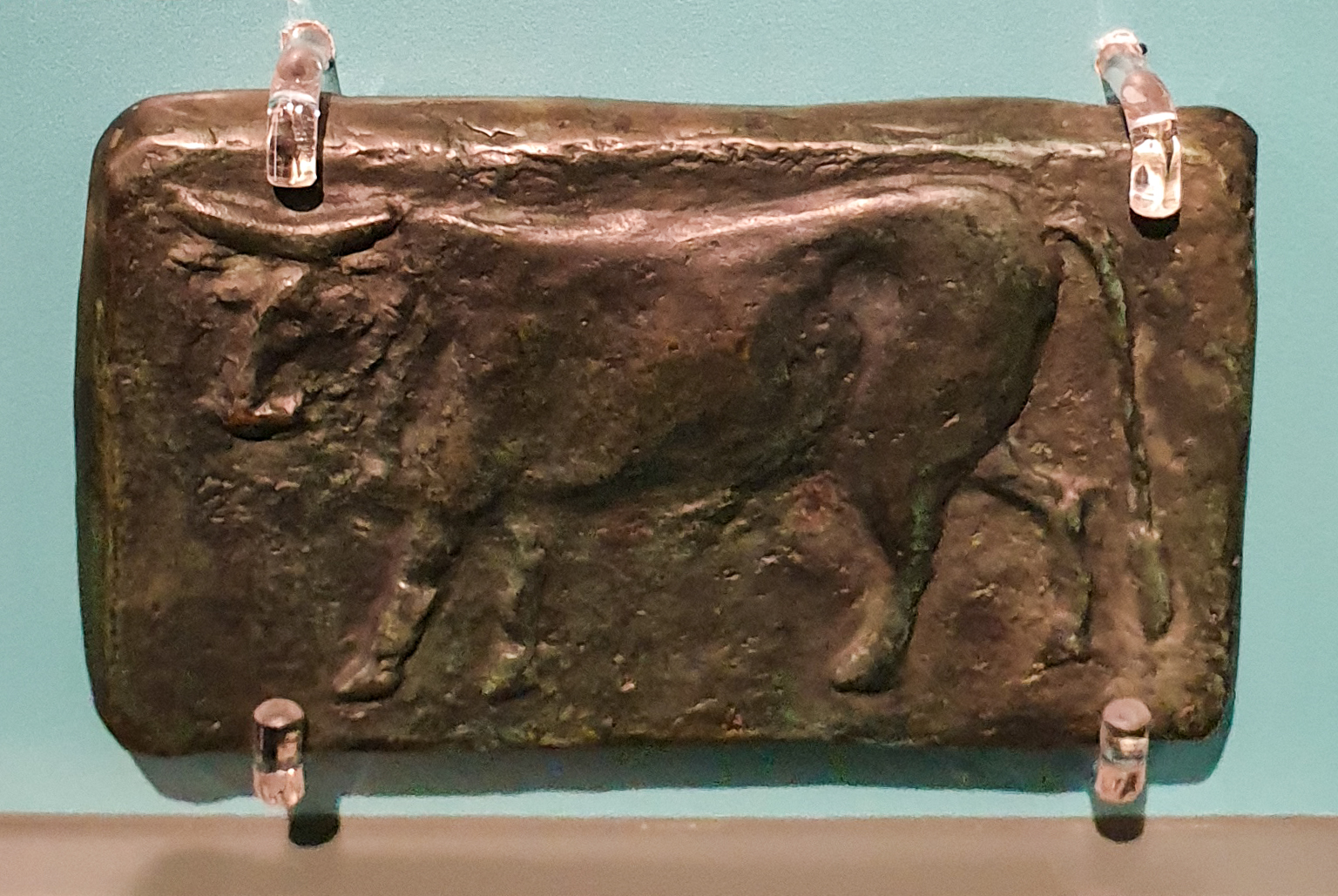
Római réz-bronz öntvény, 327,45 gr, egy as – rajta a marha jelével

Az i. e. 4. századig Rómában a marha töltötte be a pénz szerepét. A pénz latin neve, a pecunia is „baromvagyont” jelentett eredetileg. A görögöktől már átvették a pénzverést, de csak kevés rézpénz, as volt a forgalomban. Az etruszk, görög és karthágói kereskedők görög ezüstpénzt használtak.
A pun háborúkban aratott győzelmei után Róma hatalmas hadisarchoz, mintegy 133 tonna ezüsthöz jutott. Ennek révén Róma szinte egy csapásra pénzgazdálkodást folytató kereskedővárossá vált. I. e. 217-ben bevezették a 4 gramm súlyú, 10 as értékű ezüstdénárt.
A leggazdagabb rómaiak, – csakúgy, mint korábban a görög földbirtokosok – rangjukon alul lévőnek tartották a pénzzel való foglalkozást, ezért azt a külföldiekre, vagy bizalmi rabszolgáikra hagyták. Róma gazdaságát fokozatosan a rabszolgák, majd a felszabadított rabszolgák irányították, akik polgárjoggal sem rendelkeztek. A római polgárok megvetették, csalóknak tartották és gyűlölték őket, de irigyelték is gazdagságukat.
A római pénzforgalom sokáig kaotikus volt, számos hazai és külföldi pénzegység volt forgalomban. Augustus római császár rendezte a pénzügyeket is más reformjai mellett. Monopolizálta a pénzverést, bevezette a 8,38 grammos aureus aranypénzt. Ezen kívül a 4,54 grammos solidus volt még aranypénz. Az ezüst denarius  értéke az aureus huszadrésze volt. A denarius harmadrésze volt a sestertius, annak a negyedrésze az as, a legkisebb érme pedig az as negyedrészét érő quadrans volt. Az egységes pénz nagyban hozzájárult a birodalom kereskedelmének fellendüléséhez.
Az érmék értéke függött a rendelkezésre álló nemesfémtől is. Az aranyban gazdag Dacia, a mai Erdély meghódításakor csökkent Rómában az arany értéke. Általában azonban a birodalomból kifelé áramlott a nemesfém, például Indiába, ahonnan sok árut hoztak Rómába, de a fizetség az ottani uralkodók kincstáraiban kötött ki, kivonódott a forgalomból. Később egyre több pénzt fizettek ki a a barbároknak a béke megvásárlása érdekében, ahol szintén tezaurálódott a nemesfém.
Az eltűnő nemesfém okozta gazdasági gondokat a császárok egyszerű módszerrel próbálták orvosolni: csökkentették a pénzérmék nemesfém-tartalmát, azaz pénzrontáshoz folyamodtak. A közgazdasági törvényszerűségek nem-ismeretéből is fakadó ilyen fajta voluntarizmus azonban súlyosan visszaütött. A rossz pénz kiszorította a jót, amit az emberek eltettek, mindenki a rosszal fizetett. Elveszett a pénz iránti bizalom, eltűnt a hitel, az emberek újra árut kezdtek cserélni áruért, súlyos gazdasági válság alakult ki. Ez a válság azonban csak a tünete volt a Római Birodalom általános válságának.
A görög-római világ peremén élő népek pénzverését a numizmatikusok összefoglaló szóval kelta pénzverésnek szokták nevezni, bár ők etnikailag igen sokfélék voltak (dákok, germánok, illírek, géták, kelták, trákok és mások). Ezek kezdetben néhány görög vagy római érmét utánoztak, később jelentek meg egyéni vonásaik.

### Kína
Kínában már az i. e. 3. évezredben pénzként használták a súlyra mért rezet és bronzot. Később, a mérés elkerülése érdekében, használati eszközöket jelképező tárgyakat vertek a fémből (késpénz, ásópénz).

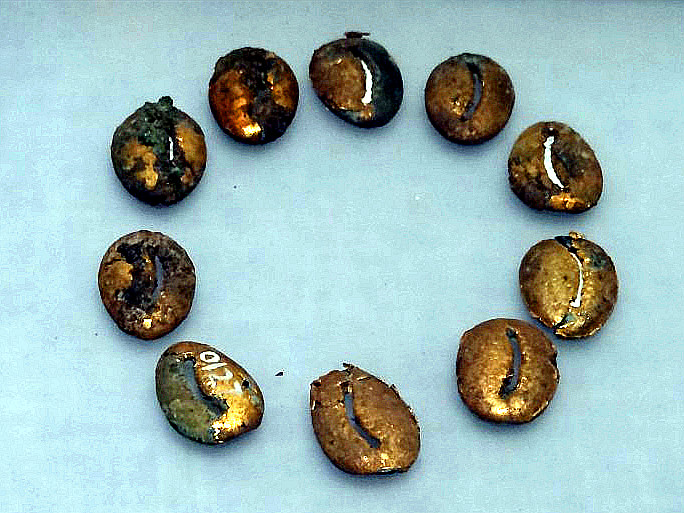
Kínai bronzkagylók

Kínában is használatos volt pénz gyanánt, egészen a Csin-dinasztia (i. e. 221 – i. e. 207) koráig, a porceláncsigák héja, a kaurikagyló, aminek a neve pej (bei) volt. Ezeket füzérben is forgalmazták, de nem tudni, hogy egy füzérben hány kagyló volt. A kínai bronzkorban a szűkösen rendelkezésre álló kagylókat bronzból készült „kagylókkal” tung pej (tong bei) helyettesítették, amiket időnként be is aranyoztak.
A világ legrégebbi pénzverő műhelyét Kínában tárták fel Honan (Henan) tartományban. Ásó alakú bronzpénzeket készítettek itt i. e. 640 és 550 között.
A Kínát először egyesítő Csin Si Huang-ti a pénzeket is egységesítette i. e. 221 körül a banliang pénz (kerek érmék, négyzetes lyukkal) formájában, ami egyes helyeken már korábban is létezett. Aranyérméket is bevezetett, azonban halála után ezek kikerültek a forgalomból.
A belső érték nélküli hitelpénzekkel Kínában már nagyon régen kísérleteztek az uralkodók. Han Vu-ti kínai császár i. e. 140 körül ezüst és ón ötvözetéből készült érméket vezetett be törvényes fizetési eszközként, kényszerárfolyamon. Fehér szarvasbőr illetve selyemlapokat is kiadott, amelyek értékét 40 000 rézpénzben határozta meg.
A papír, a tinta és a nyomtatás feltalálásának kezdetei után, 650-ben a Tang-dinasztia idején értékjegyeket bocsátottak ki papíron 10 000 rézpénz értékben; ezek és követői tulajdonképpen a fémpénzek letéti jegyei voltak. Hamarosan megjelentek a kereskedők által kibocsátott váltószerű papírpénzjegyek. Később az állam monopolizálta ezek kibocsátását.

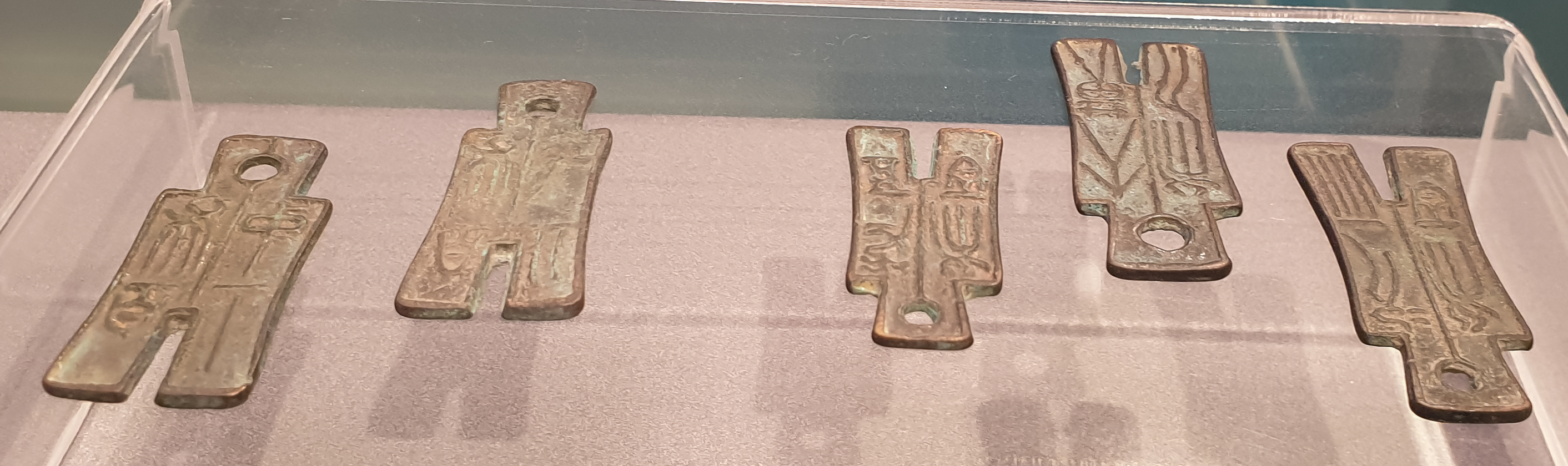
Kínai ásópénz
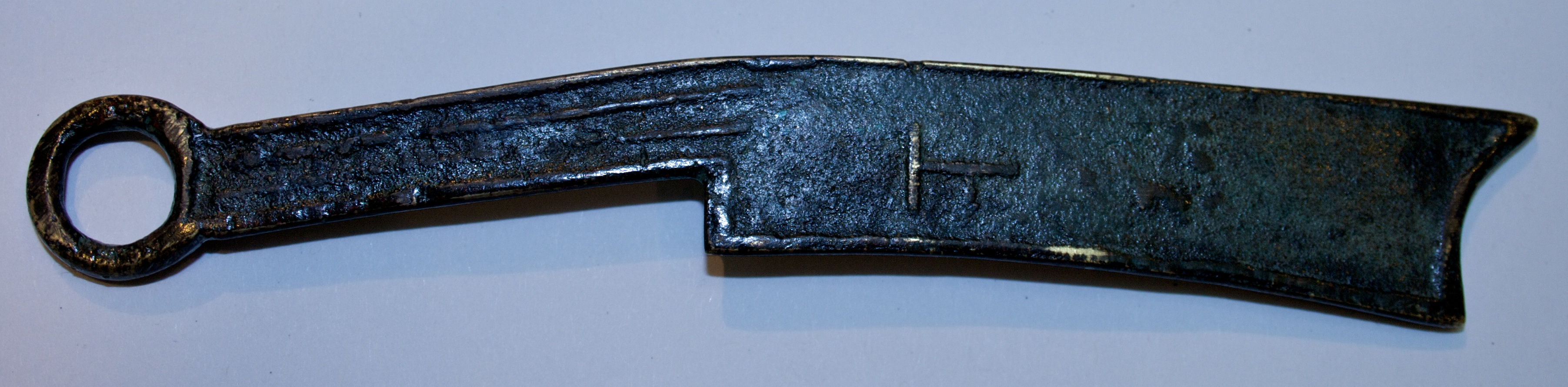
Kínai késpénz, i. e. 5–3 század
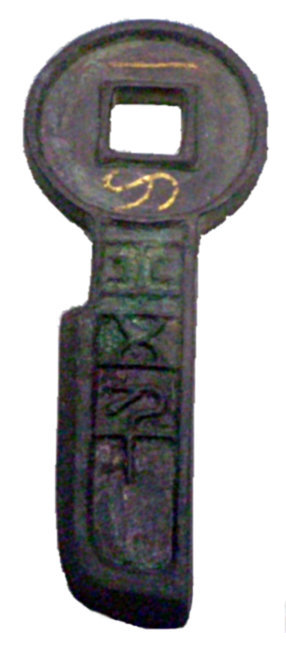
Az i. sz. 7. évben a kínai késpénz formája egyre közelített a pénzérmékhez
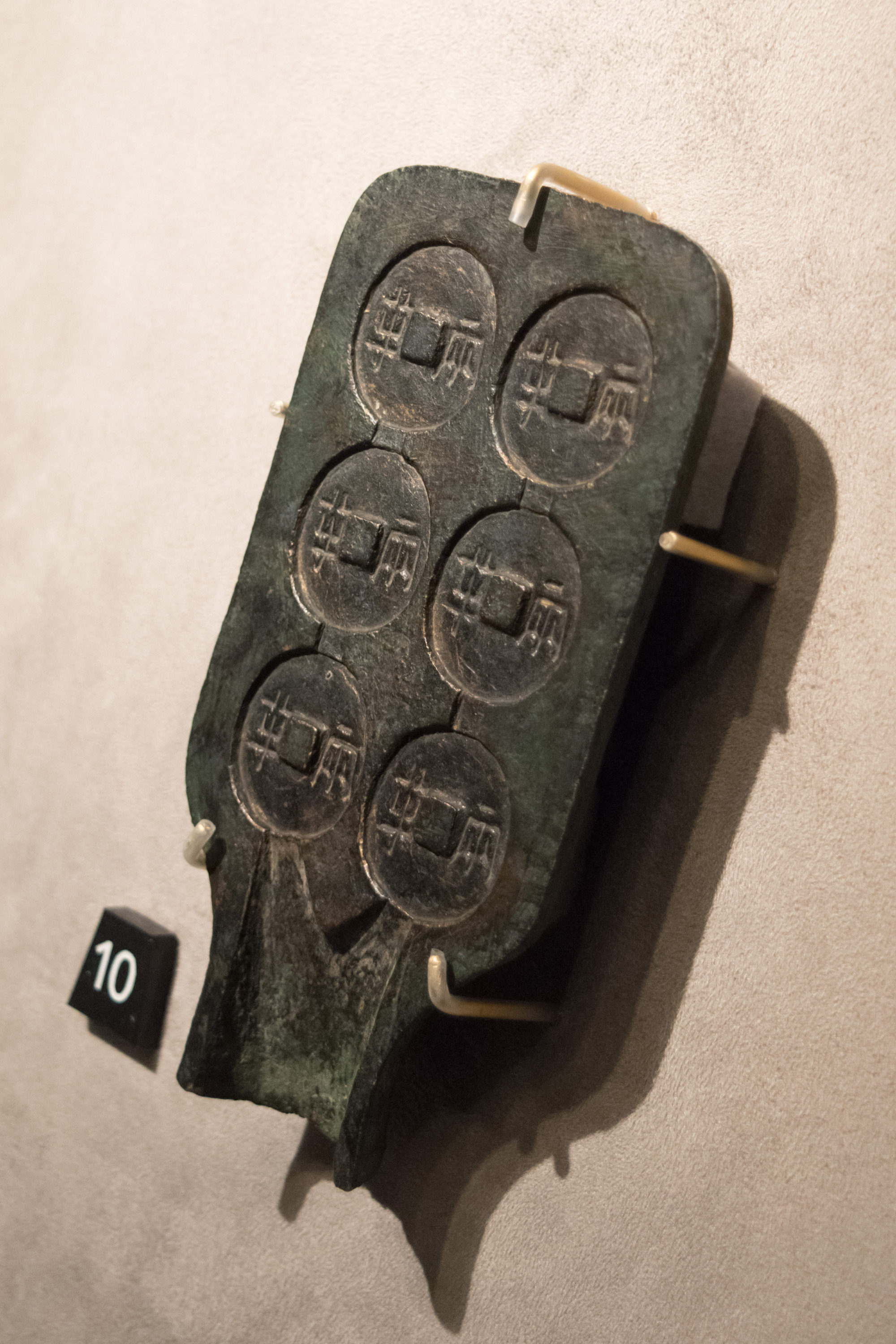
A ban liang pénz bronz öntőformája a hadakozó fejedelemségek korából
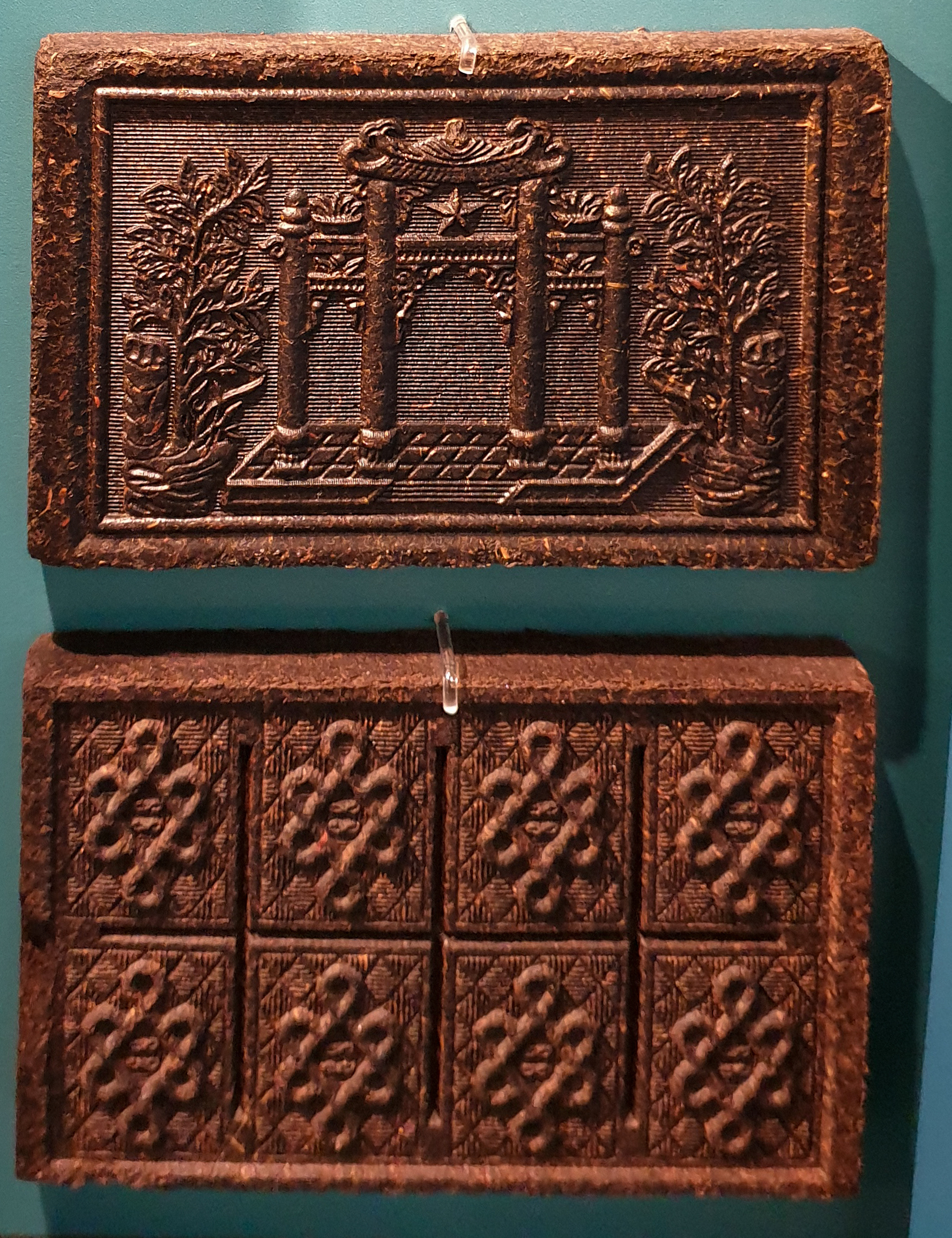
Összepréselt tealevelekből készült teatégla, Tibet, Mongólia, Kína, Szibéria, Közép-Ázsia – 15–19. század
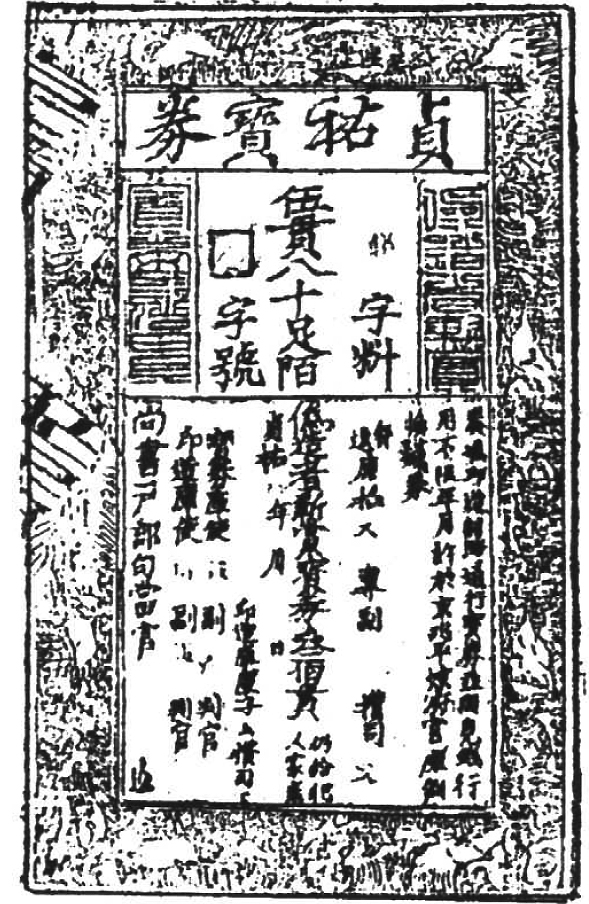
Kínai papírpénz, 1215

### Pannónia és a honfoglalás előtti magyarok pénze
A mai Magyarország területén több kelta törzs már i. e. 60 körül vert fémpénzt. Pannónia római provinciában természetesen a római pénzrendszer működött. A Dunától keletre élő szarmaták is római pénzekkel kereskedtek a rómaiakkal.
A honfoglalás előtt a magyarok nagyrészt naturálgazdálkodást folytattak, az árucsere, kereskedelem csak marginális jelentőségű volt. A kelet-európai erdőségekben és sztyeppéken a szőrme volt az árupénz, prémek szolgáltak csereeszközül, amint arról a magyar nyelvemlékek is tanúskodnak (menyét – menyasszony). Az orosz rubel szó is eredetileg prémdarabot jelentett.
A Kazár Birodalomban a magyarok már kiterjedt kereskedelemmel, pénzgazdálkodással találkoztak. Ekkoriban kerültek a magyar nyelvbe az iráni eredetű vám, vásár szavak.

### A középkori Európa
A Római Birodalom bukása után Európában összeomlott a pénzgazdaság, a lakosság visszatért a naturálgazdálkodásra, eladásra alig termelt. A Frank Birodalomban a 8. század elején mintegy 900 helységben vertek pénzérmét, de ezek nagyon változó minőségűek voltak és nem szívesen fogadták el őket a piacokon. A kereskedelem, külkereskedelem marginális volt.
Pipin és fia, Nagy Károly bevezette a Karoling pénzrendszert és újra teljes értékű, jó minőségű pénzeket veretett; ettől remélték a gazdaság felvirágzását, a visszatérést a római idő élénk kereskedelméhez, ami az uralkodók bevételét növelte volna. A pénz létezése önmagában azonban nem volt elegendő a naturálgazdálkodás meghaladásához. Akik pénzhez jutottak, eltették, nem vásároltak vele, inkább mindent maguk állítottak elő birtokaikon. Az adót is terményben szedték be, a bevonuló katonáknak három havi élelmet kellett magukkal vinniük.
A királyi, császári udvar eltartását is úgy oldották meg, hogy az uralkodó rendszeresen költözött (ingóságaival, bútoraival) különböző birtokai között. Amikor az egyes helyeken felhalmozott készleteket – élelmiszert és kézműipari termékeket – az udvar felélte, akkor tovább vonultak egy másik birtokközpontba.
A jó pénz is háttérbe szorult, mert nem lehetett érte vásárolni. Feljegyzések tanúsítják, hogy Leuven püspöke szőlőbirtokot vásárolt, mert másképp nem tudott miseborhoz jutni.
A Kijevi Ruszban, a keleti szlávok ekkori birodalmában is megindult a pénzverés bizánci minta alapján, azonban ez rövid életű volt; az orosz fejedelemségek pénzgazdasága később évszázadokra visszaesett az ezüstrudak (grivna) forgalmazására.

### Magyarország pénzrendszere a középkorban

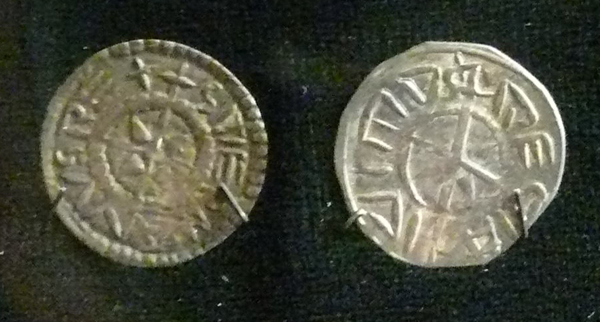
Szent István pénzérméje: +STEPHANVS REX gyöngykörben egyenlő szárú kereszt, szárai között ékek +REGIA CIVITAS

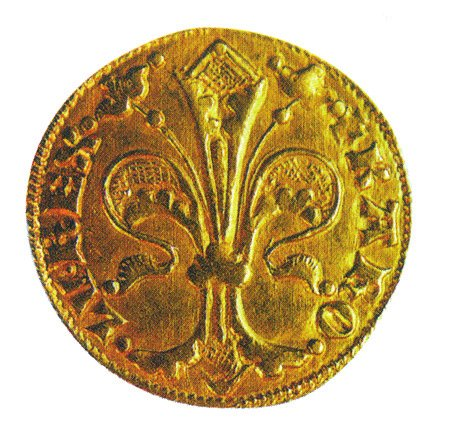
Róbert Károly aranyforintja

A kalandozások lezárulta után megszűnt a nyugati, illetve bizánci pénz beáramlása Magyarországra. 940-re az addig rendkívül élénk arab kereskedelmi kapcsolatok is megszűntek. Megélénkült viszont a külkereskedelem. 965-ben Ibrahim ibn Jakub ibériai zsidó kereskedő arról tudósított Prágából, hogy a magyarok földjéről sok muzulmán, zsidó és magyar kereskedő érkezett oda áruival és bizánci aranypénzzel. II. Boleszláv cseh fejedelem dínárját magyarországi sírokban is fellelték. A 969. évi orosz évkönyv szerint a magyarok lovat szállítottak a dunai Bolgárországba.
A magyar pénzverés István király ezüstpénzével kezdődött. Az első magyar pénzeken sokszor szerepelt az a felirat, hogy Regia Civitas, ami Regensburg latin neve volt. Ebből egyes német történészek arra következtettek, hogy Magyarország akkoriban a Német-római Birodalom fennhatósága alatt állott. Valójában azonban csak a regensburgi pénzeket utánozták, csakúgy, ahogy az első germán királyságok érmeit még bizánci felirattal látták el. István király pénzérméi német, szláv és skandináv területeken is előkerültek az ásatások során.
A magyarországi pénzforgalom Nyugat-Európához hasonlóan nagyrészt csak a külkereskedelemre koncentrálódott. A 11-12. századtól mutathatók ki a belföldi pénzforgalom kezdetei, például földvásárlásnál.
A magyar pénz sokáig szinte csak ezüstpénz volt, az arany csak elméletben, számítási pénzként szerepelt. I. Béla magyar király bizánci aranypénzt hozott forgalomba, az általa veretett ezüst dénárból 40 darab ért egy bizánci aranyat.
Kálmán király első érméje még 11. századi méretű, de később kisebb pénzérméket veretett. A 12. századi pénzek a legkisebb méretű pénzek közé tartoznak. Ugyanakkor erőteljesen nőtt a pénzforgalom, erről sokezer darabból álló kincsleletek tanúskodnak. A kialakuló hiteléletről ad tanúságot a hitelügyletek jogi szabályozása. Az egyháziak is részesedni akartak ezek hasznából; 1100 körül egyházi zsinatnak kellett megtiltania, hogy a papok kocsmárosok vagy pénzkölcsönzők legyenek. Ennek ellenére például II. Géza magyar király jelentős összegeket kölcsönzött a pannonhalmi apáttól.
A 12. században Esztergom pénzügyi központ is volt, pénzverdével. Magyarországon ekkoriban – más európai országoktól eltérően – csak a király verethetett pénzt.
II. András magyar király a 13. század elején gazdasági nehézségei miatt pénzrontásba kezdett. Minden évben bevonatta a pénzt és kevesebb ezüstöt tartalmazó új érméket adott ki helyettük. Rendszerré vált a pénzverés, pénzváltás, vámok és egyéb királyi jövedelmek (regálék) bérbeadás izmaelitáknak és zsidóknak, majd az Aranybulla ezt megtiltotta.
Az Árpád-ház hanyatlása idején felerősödött a feudális anarchia, az ország nagy területein kiskirályok uralkodtak, mint Csák Máté vagy a Borsa nemzetség, akik saját pénzt is verettek.
Róbert Károly hatalma megszilárdítása után fellendítette a magyarországi nemesfémbányászatot is. A bányák jövedelmének egyharmadát a földek birtokosai kezén hagyta, ezzel érdekeltté tette őket a bányák fejlesztésében. Magyarország hamarosan első lett Európában az aranybányászatban és második az ezüsttermelésben Csehország után. Évente átlagosan másfél tonna aranyból vertek pénzt. A nemesfémgazdaság az ország fejlődésének és a király hatalmának fontos tényezője lett. A magyar nemesfém érmék nagy keresletnek örvendtek külföldön is.
Magyarországon Károly Róbert próbálta az ezüstvaluta válságát is megoldani. 1323-ban elrendelte az úgynevezett báni vagy szlavón dénár (a magyar király nevében a szlavón bán vert pénzt Zágrábban) mintájára az állandó értékű ezüstdénár verését, amelyet nem kellett évente beváltani, azonban a kamarai haszon érdekében a rendeletet vissza kellett vonni. A megoldást az aranypénzverés jelentette. Károly Róbert a magyar gazdaság védelmére az arany felvásárlását monopolizálta, csak a királyi kamarának lehetett és kellett beszolgáltatni, és megtiltotta a nyersarany kivitelét az országból.
Károly Róbert firenzei mintára verette aranypénzeit: 1 budai márka (245,53 gramm) 987‰-es finomságú aranyból 69 darabot vertek, tehát a 3,55 gramm súlyú aranyforint 3,52 gramm színaranyat tartalmazott. Az aranypénzverés Károly Róbert alatt kezdetben a budai pénzverőben folyt, majd 10 kamarára osztotta az országot, s ekkor jöttek létre a rövidesen nagy hírűvé vált verdék, mint Körmöcbánya, Nagybánya, Kolozsvár. Ettől kezdve szerepelt az érméken az egyes verdék jele is. A verdék élén a kamaragrófok álltak, akik a királytól bérelték a kamarákat.
A Károly Róbert alatt megnövekedett kincstári készletet az özvegye számolta fel, amikor Endre herceg nápolyi trónját biztosítandó mintegy másfél millió aranyforintot vitt ki Itáliába és osztott szét ellenérték nélkül.
Főleg az Európa és Levante közötti kereskedelem igényeit kielégítendő kezdték veretni Itáliában, majd számos országban a garasokat, ezért a numizmatikusok ezt a kort garasperiódusnak is nevezik. Magyarországon ekkor még a garasverés nem vált jelentőssé.
A magyar arany az amerikai arany megjelenéséig szilárd alapja volt a magyar pénzgazdálkodásnak, de az egész magyar gazdasági fejlődésre nézve hátrányos hatása is volt: a külkereskedelmi deficitet arannyal ki lehetett egyenlíteni, a magyar gazdaság nem kényszerült intenzív fejlesztésre, exportképes áruk előállítására.
I. Mátyás magyar királynak 1467-ben új adó bevezetésével sikerült megvalósítania az állandó értékű ezüstpénzt. Újraindította a garasverést és mellette dénárt és obolust vertek, amiket nem kellett már évente beváltani. Az új pénzek megkülönböztető jegye lett az új éremkép a Madonnával, ami aztán egészen 1939-ig állandó éremképpé vált a magyar pénzverésben. A dénár értékarányát: 1 aranyforint = 100 dénárban állapította meg. Ez az arány szintén állandósult a magyar pénzverésben és az egész pénztörténetben, ettől kezdve forintnak neveztek 100 dénárnyi összeget. Később, főleg a 17. század első felében lezajlódó infláció idején az aranyforint elnevezést felváltó dukát értéke 500–600 dénárt is elért, a forint elnevezés (magyar vagy kamarai forint) azonban mindenkor 100 dénárnyi összeget jelentett.
A magyar aranypénz továbbra is rendkívül népszerű volt külföldön. Az előkerülő éremleletekben gyakori a magyar aranypénz, és a korabeli könyvelésekben is gyakran szerepel számítási egységként különböző neveken. Éremképeit – Madonna és Szent László – a Németalföldtől Moszkváig utánozták.

### Magyarország pénzverése az újkorban
Magyarországon először I. Ulászló magyar király idején verték először a nemzetközileg akkor, a numizmatikában tallérperiódusként ismert kor elején elterjedő guldiner nevezetű ezüstpénzt. Ezen a magyar pénzen szerepel először évszám, 1499, ami aztán állandósult is. II. Ulászló guldinerei viszont nem forgalmi pénzek voltak, eltérő súlyban készültek és mindegyiknek ismert az aranyverete is.
A tallérperiódus magyar pénzverése az ország két részre szakadását is tükrözi. Az úgynevezett Királyi Magyarország területén I. Ferdinánd alatt vertek először forgalmi tallért 1553-ban, ami forgalomba is került 1554-ben. 1 budai márka (245,53 gramm) ezüstből 8 8/17 darabot vertek, súlya így Z8,83 gramm, színezüstsúlya pedig 25,78 gramm volt. A tallérnak voltak hányados érméi (1/2 és 1/4), valamint többszörösei is (leginkább dupla, de háromszoros, négyszeres, sőt
III. Ferdinándnak ötszörös értékben).
A tallérértékek mellett változatlanul verték tovább az aranypénzt, a dukátot (amelynek ugyancsak voltak többszörösei és hányadosai), másrészt az ezüst aprópénzt. I. Ferdinánd korában a dénárt 8 latos (500‰-es) ezüstből verték, nyerssúlya 0,58, színsúlya 0,29 gramm volt. A 17. század elején inflációs hullám söpört át Európán, az úgynevezett Kipper und Wipper időszak. 1620–22 között a dénár ezüsttartalma mindössze 0,10 grammra zuhant.
Az ország keleti felén János Zsigmond Szeben, Gyulafehérvár, Kolozsvár, Fogaras, Brassó pénzverdéiben az erdélyi nemesfémbányák termeléséből aranypénzeket és tallérokat vertek. Az erdélyi fejedelmek, még a rövid ideig uralkodók is, mint Székely Mózes, Barcsay Ákos, Kemény János szívesen verettek 10 dukátos érméket, sőt Apafi Mihály 50 és 100 dukátos érméket is veretett, bár ezeket már nem forgalmi célra. Aprópénzként különböző garasok (garas, széles garas, 3-as garas, 12 dénáros garas, 6 dénáros garas), dénár és obulus, valamint lengyel hatásra poltura készült.{refhely|azonos=GT212}}
A 16–17. századokból előkerült éremleletekben nagy számban fordulnak elő külföldi pénzek is; tallérok főleg Tirolból és német területről, az aprópénzek között pedig különböző lengyel pénzek, majd krajcárok elsősorban a Habsburg-tartományokból.
A Habsburgok pénzigazgatásához igazított magyar pénzverés főleg tallérokat vert. 1659-ben Magyarországon is bevezették a krajcár értékeket, a 15, 6, 3 és 1 krajcáros érméket. 1680-ban új pénzlábat határoztak meg: 1 bécsi márka (281 gramm) 23 karát 8 grän finomságú aranyból 80 2/5 db dukátot vertek; súlya így 3,495 gramm volt. A tallért 14 latos (875‰-es) finomságú ezüstből készítették, 1 bécsi márkából 9 3/4 db-ot, súlya így 28,82 gramm. Az aprópénzt gyengébb minőségű ezüstből verték.
II. Rákóczi Ferenc aranyat és féltallért veretett. Az aprópénz – poltura – eleinte ezüstből, majd rézből készült. Ezt később devalválták, amit egy a Madonnát ábrázoló kis ellenjeggyel jelöltek az érméken. Rákóczi a kor általános szokása ellenére nem engedte saját képét rátétetni a pénzre, mindössze egy arany próbaveretről van tudomásunk. Az értékjelzésen kívül a Madonna és az országcímer szerepel a pénzein, a 20 és 10 polturáson: PRO LIBERTATE felirattal.
A konvenciós pénzláb  1754-es bevezetése érzékelhető változást hozott. 1760-ban vezették be a rézpénz verését, ettől kezdve állandósult a Habsburg-tartományokban a nem nemesfémből készült pénzérme.
1762-ben kezdődött a papírpénz korszaka.
Az 1848–49-es forradalom és szabadságharc pénzverésében jelent meg először magyar nyelvű felirat, és a verdejegyek is a magyar nyelvű városnevekre utalnak: K. B. : Körmöcbánya, N. B. : Nagybánya.
Ferenc József hosszú uralkodása a legváltozatosabb pénztörténeti szempontból. 1857-ben a Német Vámunióban (Zollverein) résztvevő államok és Ausztria a konvenciós pénzláb helyett új, közös pénzlábat vezettek be. A 900-as finomságú 500 grammos fontból 30 db Vereinstalert vertek. Aranyból a dukát mellett kereskedelmi célokra aranykoronát vertek.
1867-ben ismét megváltoztatták a pénzlábat, bevezették a „bécsi értéket”: 1 forint = 100 krajcár. A Magyarországon (Körmöcbányán és Gyulafehérvárott) vert pénzek felirata végleg magyar nyelvű lett.
1870-től a Latin Monetáris Unió pénzlába szerint vertek kereskedelmi célokra 8 forint/20 frank és 4 forint/10 frank aranypénzeket. Ezek 900‰-es aranyból készültek, súlyuk 6,45161 illetve 3,2258 gramm volt.
1892-ben vezették be az Osztrák–Magyar Monarchiában az aranyalapú korona-valutát, ami a tallérperiódus minden maradványát eltörölte. Később a magyar pengő (1926) illetve a magyar forint (1946) is elméletileg aranyalapú valuták voltak.

### Váltó, bankjegy, papírpénz

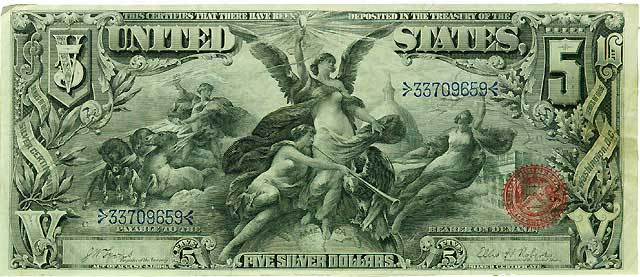
Ez az 1896-ban kiadott ötdolláros egészen 1971-ig beváltható volt ezüstre vagy aranyra

A nemesfém érmék mennyisége időnként és helyenként már a kezdetektől kevésnek bizonyult a kereskedelmi forgalom lebonyolításához, emellett a nagyobb mennyiségű fémpénz mozgatása jelentős gyakorlati nehézségekkel járt. Ezeket a kereskedők úgy hidalhatták át, hogy – megbízható, régi, ismert kapcsolatok esetében – ígéretet tettek a fizetés későbbi teljesítésére. Később ezt írásba is foglalták, ezekből az ígérvényekből alakult ki a váltók rendszere. Ez már a közgazdasági értelemben vett pénzteremtés egyik formája volt, hiszen a váltók a fémpénz mellett és helyett foroghattak a gazdaságban.
Az 1200-as években, a nemzetközi kereskedelmi utak kereszteződésében kialakult városokban Európa-szerte nagy kereskedelmi vásárokat szerveztek, melyek egyik leghíresebbje a franciaországi Champagne-ban volt. A kereskedők a kockázatok elkerülésére pénzüket nem vitték magukkal, hanem bankároknál tették letétbe, akik egy elismervényt, váltót adtak nekik, azzal, hogy ennek ellenértékét akárkinek pénzérmékben térítik meg. E váltók értékét az elfogadóknak a váltó kibocsátójába és az ő bankjába vetett bizalma adta. Így tehát e pénzügyi eszközöket nem mindenki használhatta, azok csak „hitelképes” emberek és bankárok számára voltak elérhetőek. A legnevesebb bankárok rendszeresen küldtek képviselőket a vásárokra. Párizsban gyakoriak voltak a francia királyok váltói, míg Londonban a pápák hitelezői az ottani bíborosoknak és egyháziaknak küldtek váltókat. 1239-ben Milánó szabad város a Barbarossa Frigyes ellen vívott háborúja költségeinek fedezésére bocsátott ki ún. debitus communis-nak nevezett késleltetett visszafizetésű kötvényeket, melyeket mindenkinek el kellett fogadnia törvényes fizetőeszközként. Csak 1257-ben oldották fel ezt a kötelezettséget.
A keresztes háborúk idején értéktárgyaikat sokan a katolikus egyház templomos lovagjaira bízták, akik így megteremtették a hitelszámlák rendszerét. A templomos lovagok a rájuk bízott értékek fejében pergamen hitellevelet adtak bárkinek, aki egyik államból a másikba pénzt akart átjuttatni. A lovagok pénzügyi tevékenysége később kölcsönök folyósítására is kiterjedt, amiből kincstáruk oly mértékben feltöltődött, hogy még a kor királyainak bankárjaiként is működtek. A sikerük okozta bukásukat is, mivel IV. Fülöp francia király nagy adósságainak visszafizetése helyett inkább kiirtotta a templomosokat és elkobozta minden vagyonukat.

#### A váltó és a pénz szerepe Anglia gyors gazdasági fejlődésében
A 18. században Franciaország 20 milliós lakosságával szemben Angliának 9 milliós volt a lakossága és ipara is kevésbé volt fejlett a franciákénál. Pénzügyi tekintetben azonban a Bank of England révén fölényben volt versenytársával szemben, azért is, mert Franciaországban John Law skót-francia közgazdász kalandor pénzügyi konstrukcióinak hatalmas bukása több mint fél évszázadra megakadályozta a hitelezés fejlődését.
Angliában ekkoriban már a városi kereskedőkön túl a földbirtokos nemesség és az egyházi intézmények is bekapcsolódtak a pénzügyi üzletekbe, főleg a gyarmati társaságok részvényeinek vásárlásával. Ezeknek a vállalkozásoknak azonban sikeres tevékenységükhöz hitelekre volt szüksége. A hitelkereslet olyan nagy mértékű volt, hogy a Bank of England is rátért arra, hogy a betéteket meghaladó hiteleket nyújtson.
A Bank of England erőteljesen bekapcsolódott a váltóüzletbe is. Leszámítolta a váltókat, saját váltókat bocsátott ki. Szükség esetén hatalmas hitelekkel segítette a londoni kereskedőházakat átmeneti nehézségeikben, így biztonságos hátteret nyújtott számukra. A City kereskedői is készen álltak arra, hogy viszonozzák a segítséget. 1747-ben bankpánik tört ki, mivel rémhírek terjedtek el arról, hogy Charles Edward Stuart trónkövetelő Skóciából nagy erőkkel London ellen vonul. Sokan eladták államadósság-kötvényeiket, kivonták pénzüket a bankból. Ekkor 1140 kereskedő összefogva kijelentette, hogy minden összegben elfogadják a bankjegyeket fizetésként, amivel sikeresen megszüntették a bank pénztára elleni rohamot.
Az angol kormány tengeri háborúinak finanszírozására 1750-ben 12 millió font sterlinget vett fel hitelként a Bank of Englandtől, ami ekkoriban még természetesen magánbank volt. Erről járadékpapírokat adott ki, amelyekkel a bank a tőzsdén kereskedett. A hatalmas összeg kamata a szereplők gazdasági megbízhatósága révén fokozatosan csökkent, 7%-ról egészen 3%-ra, ami az angol nemzetgazdaság erejét mutatta. Az időnkénti visszaeséseket azonban nem tudták elkerülni. 1772-ban 525 londoni üzletház ment csődbe, mert túlságosan nagy hiteleket nyújtottak külföldi üzletfeleiknek.
A 18. század derekától William Murray munkássága nyomán a váltó feltétlen kötelezettség vállalása, absztrakt ügylet lett, függetlenül a mögötte eredetileg álló kereskedelmi ügylettől és elszakadt mind az eredeti hitelező, mind az eredeti adós személyétől. Ettől kezdve az, aki váltót állított ki vagy váltóval fizetett, a váltó lejártakor minden további nélkül fizetni tartozott. A váltót tovább lehetett adni, pénzként lehetett forgatni, ezáltal további ügyeltek lebonyolítására vált alkalmassá.
A váltóval megváltozott az emberek viszonya a pénzhez, az aranyhoz és ezüsthöz, a gazdagsághoz. Anglia ekkoriban úttörő szerepet töltött be nemcsak a pénzgazdálkodásban, hanem általában a gazdasági gondolkodásban, és nemsokára a világ vezető gazdasági hatalmává vált.

#### Papírpénz

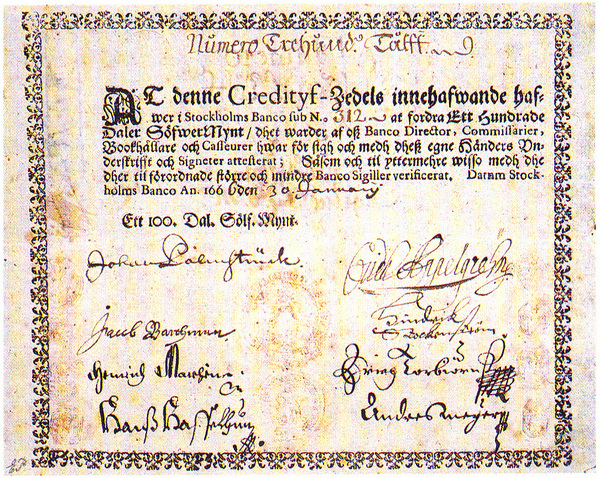
Svéd bankjegy 1666-ból

A váltókból kialakult igazi, széles körben forgó papírpénzt először Kínában vezették be a 11. században, a Szung-dinasztia idején. A kormányzat a szűkösen rendelkezésre álló rézpénz helyett és mellett papírpénzt bocsátott ki azzal, hogy azok fémpénzre beválthatók. 1120-ra kialakult az államilag kibocsátott, nyomatott papírpénzek rendszere; az évente kibocsátott papírpénz 26 millió rézpénz-füzérnek felelt meg. (A rézpénzeket hagyományosan a közepükben lévő négyzetes lyukon át zsinórra fűzték.)
Rubruk és Marco Polo ázsiai utazásaikról a papírpénz hírét is elhozták Európába. Flandriában és Itáliában széles körben használták már a váltókat és más értékpapírokat, letéti jegyeket, de igazi papírpénzt Európában először Svédországban nyomtattak.
Az angol forradalom és az angol polgárháború idején Angliában a londoni aranyművesek széles körben kezdték használni a váltókat, amiket az angol papírpénzek közvetlen elődei lettek. A gazdagok egy ideig a Királyi Pénzverdében (Royal Mint) helyezték biztonságba aranyukat, de 1640-ben I. Károly angol király későbbi visszafizetés ígéretével lefoglalta ezeket az aranykészleteket. A kereskedők ezután az aranyműveseknél helyezték letétbe aranyát elismervény ellenében, és ezek a papírok fokozatosan pénzként kezdtek forogni, az aranyművesek pedig egyre inkább bankárként kezdtek tevékenykedni. Az aranyművesek váltóiból alakult ki az angol papírpénz. A fokozatos fejlődés eredményeképpen 1776-ra, Adam Smith alapműve (The Wealth of Nations) publikálásának idejére a forgalomban lévő papírpénzek értéke meghaladta a fémérmékét. A tőkés gazdaság nagyrészt függetleníteni tudta magát a nemesfémek kínálat helyzetétől.
A papírból készült bankjegyek értékét a nemesfém pénzre való garantált átválthatóságuk és az ebbe vetett társadalmi bizalom adta. A kereskedelem fejlődésével a garancia ellenére lehetetlen lett volna egyszerre a forgalomban lévő összes bankjegyet aranyra váltani, ennyi arany nem volt az országokban. De amíg a bizalom fennállt, nem is volt szükség ennyi aranyra. Amikor azonban a gazdaság megroppant, és az államok túl sok papírpénzt nyomtattak, a bizalom megtört és a bankjegyek elvesztették értéküket, mint a francia asszignáta vagy a Kossuth-bankó, hiába volt rájuk nyomtatva, hogy azokat kötelező elfogadni bizonyos értékben. Így vált ketté a bankjegy és a papírpénz fogalma a gazdasági gondolkodásban.

#### Magánpénz

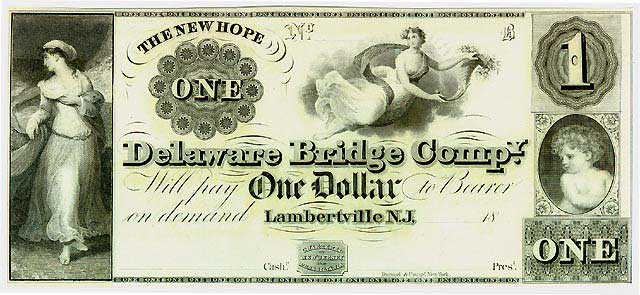
Ez a Delaware-i Híd Vállalat által 1836-ban kibocsátott 1 dolláros magánpénz 1841-ig volt forgalomban

Több államban törvényes szabályozás hiányában egy ideig magánpénzek kibocsátására is volt lehetőség. Az Egyesült Államokban 1837 és 1866 között volt az ún. „szabad bank kora”, mely időszakban csaknem bárki saját magánpénzt adhatott ki. Így 1860 előtt az államok, helyi közszolgáltatási intézmények, magánbankok, vasút- és építési vállalatok, boltok, éttermek, egyházak és magánszemélyek egyaránt kibocsátottak kb. 8000 különböző pénzfajtát. Ha a kibocsátó tönkrement, bezárt, elköltözött vagy akármi más módon felfüggesztette tevékenységét, az általa kibocsátott pénz értéktelenné vált. Ennek a gyakorlatnak az 1863-as Nemzeti Bank Törvény vetett véget.

## Az aranystandard rendszer és utána
A váltók és a bankjegyek nemesfém pénzre való garantált átválthatóságát a 18. századtól államilag szabályozták, kialakult az aranystandard rendszer. Ez az aranyszabvány-rendszer a világon csaknem mindenütt elterjedt és legtovább az Egyesült Államokban maradt fenn.
Az aranystandard rendszerének az 1929–33-as nagy gazdasági világválság vetett véget, bár egyes helyeken elméletileg még ezután is fenntartották. A túltermelési válságban az áruk értéke zuhant, a pénz értéke növekedett, súlyos defláció alakult ki. A válságon az államok többek között devalvációval, a pénz értékének leszállításával igyekeztek úrrá lenni, és így elszakadtak az aranystandardtól. Megszűnt a pénz aranyra való átválthatósága, és megteremtődött a pénzek leértékelésének lehetősége, amivel kialakult egy eszköz a gazdasági válságok kezelésére. Létrejött a modern pénz, aminek értékét a szabályozott inflációval ideális esetben évi 2% körül értékben csökkentik, hogy ösztönözzék a fogyasztást a gazdaságban. A recessziók elkerülése érdekében be tudják vetni az állami költekezés fokozását, vagy akár a helikopterpénz módszerét a kereslet ösztönzésére, ami természetesen inflációval jár, de ezt kisebb veszélynek tekintik, mint a súlyos gazdasági visszaesést, munkanélküliséget.  
A templomos lovagok által megteremtett rendszer meg a kínai papírpénz így idővel a ma is ismert hitelpénzzé fejlődött, amikor is bankok kölcsönkérelmek jóváhagyásával gyakorlatilag pénzt „teremtenek” (ennek csak az adott ország nemzeti bankjai által e kölcsönök fedezetére megszabott kötelező jegybanki tartalék és más, összetettebb szabályozások, elsősorban a központi banki kamatok meghatározása szabnak határt).
A pénz jövőjét sokan a digitális jegybankpénzben látják, keresik.